# Boeing AH-64 Apache
El AH-64 Apache es un helicóptero de ataque de origen estadounidense. Se trata de un aparato bimotor con rotores principal y de cola de cuatro palas que cuenta con una cabina biplaza en tándem para dos tripulantes. Puede realizar misiones de ataque contra carros, asalto, escolta y caza-helicóptero, con capacidad operativa todo tiempo y día-noche. Para ello dispone de un equipo de sensores en el morro para adquisición y designación de objetivos y visión nocturna. Su armamento básico es un cañón automático M230 de calibre 30 mm situado debajo del fuselaje entre las ruedas delanteras. Además está equipado con una combinación de misiles antitanque AGM-114 Hellfire y cohetes Hydra 70 en los cuatro soportes de sus dos estructuras alares; no obstante, puede portar misiles antiaéreos AIM-92 Stinger o AIM-9 Sidewinder en los extremos de las alas.
Fue diseñado por Hughes Helicopters como Model 77 en respuesta al programa Helicóptero de Ataque Avanzado (en inglés: Advanced Attack Helicopter o AAH) del Ejército de los Estados Unidos para reemplazar al AH-1 Cobra, realizando su primer vuelo el 30 de septiembre de 1975. El Ejército eligió el AH-64, denominado YAH-64 en su fase de prototipo en lugar del Bell YAH-63 en 1976, y en 1982 aprobó su producción en serie. En 1984 McDonnell Douglas adquirió Hughes Helicopters y continuó el desarrollo del Apache, obteniendo como resultado —años después— la versión mejorada AH-64D Apache Longbow, que fue introducida en 1997. Ese mismo año se produjo la fusión de McDonnell Douglas con Boeing, compañía que actualmente sigue fabricando el helicóptero en su división Boeing Defense, Space & Security (antes Boeing Integrated Defense Systems).
El AH-64 es el principal helicóptero de ataque del Ejército de los Estados Unidos y también de otras naciones a las que fue exportado, entre las que figuran Reino Unido, Israel, Japón, Grecia y los Países Bajos, entre otros. Al servicio de los Estados Unidos ha entrado en acción en la invasión estadounidense de Panamá de 1989 y sirvió en la guerra del Golfo, en la guerra de Kosovo, en la guerra de Afganistán de 2001 y en la guerra de Irak. Israel utilizó el Apache en sus conflictos en Líbano y en la Franja de Gaza.

## Desarrollo

### Programa AAH
A principios de los años 1970, después de la cancelación del AH-56 Cheyenne en favor de proyectos de la Fuerza Aérea y del Cuerpo de Marines de los Estados Unidos, como los aviones A-10 Thunderbolt II y AV-8 Harrier II, el Ejército estadounidense buscó otra aeronave para cumplir el rol de ataque antiblindaje que quedase bajo el mando del Ejército (las normas de separación de las ramas de las Fuerzas Armadas de los Estados Unidos aprobadas en 1948, prohíben al Ejército operar con aeronaves de ala fija). El Ejército quiso una aeronave con mayor potencia de fuego, rendimiento y alcance que el AH-1 Cobra, que tuviese maniobrabilidad para realizar misiones de vuelo a ras de tierra. Con este fin, el Ejército estadounidense emitió una petición de propuestas para un helicóptero de ataque avanzado bajo el programa AAH (en inglés siglas de: Advanced Attack Helicopter) en el año 1972.
Las propuestas fueron presentadas por cinco fabricantes: Bell Helicopter Textron, Boeing-Vertol (asociado con Grumman), Hughes Aircraft, Lockheed Corporation, y Sikorsky Aircraft. En 1973, el Departamento de Defensa de los Estados Unidos seleccionó como finalistas a Bell y a la División de Aeronaves Toolco de Hughes Aircraft (posteriormente Hughes Helicopters). Así empezó la fase 1 del programa AAH.
Cada compañía construyó sus helicópteros de prototipo y pasaron a un programa de pruebas en vuelo. El prototipo Model 77/YAH-64A de Hughes hizo su primer vuelo el 30 de septiembre de 1975, mientras que el prototipo Model 409/YAH-63A de Bell hizo su primer vuelo al día siguiente. Tras evaluar los resultados de las pruebas, en 1976 el Ejército seleccionó al YAH-64A de Hughes en detrimento del YAH-63A de Bell. Las razones para la elección del YAH-64A incluían su rotor principal de cuatro palas con mayor tolerancia a los daños y la inestabilidad en el tren de aterrizaje triciclo del YAH-63.
El AH-64A entró entonces en la fase 2 del programa AAH. Esta fase pedía la fabricación de tres AH-64 de preproducción, la actualización de los dos prototipos de vuelo YAH-64A y la unidad de prueba terrestre al mismo estándar. Los sistemas de armas y sensores fueron integrados y probados durante esta etapa, incluyendo el nuevo misil antitanque AGM-114 Hellfire.

### Producción

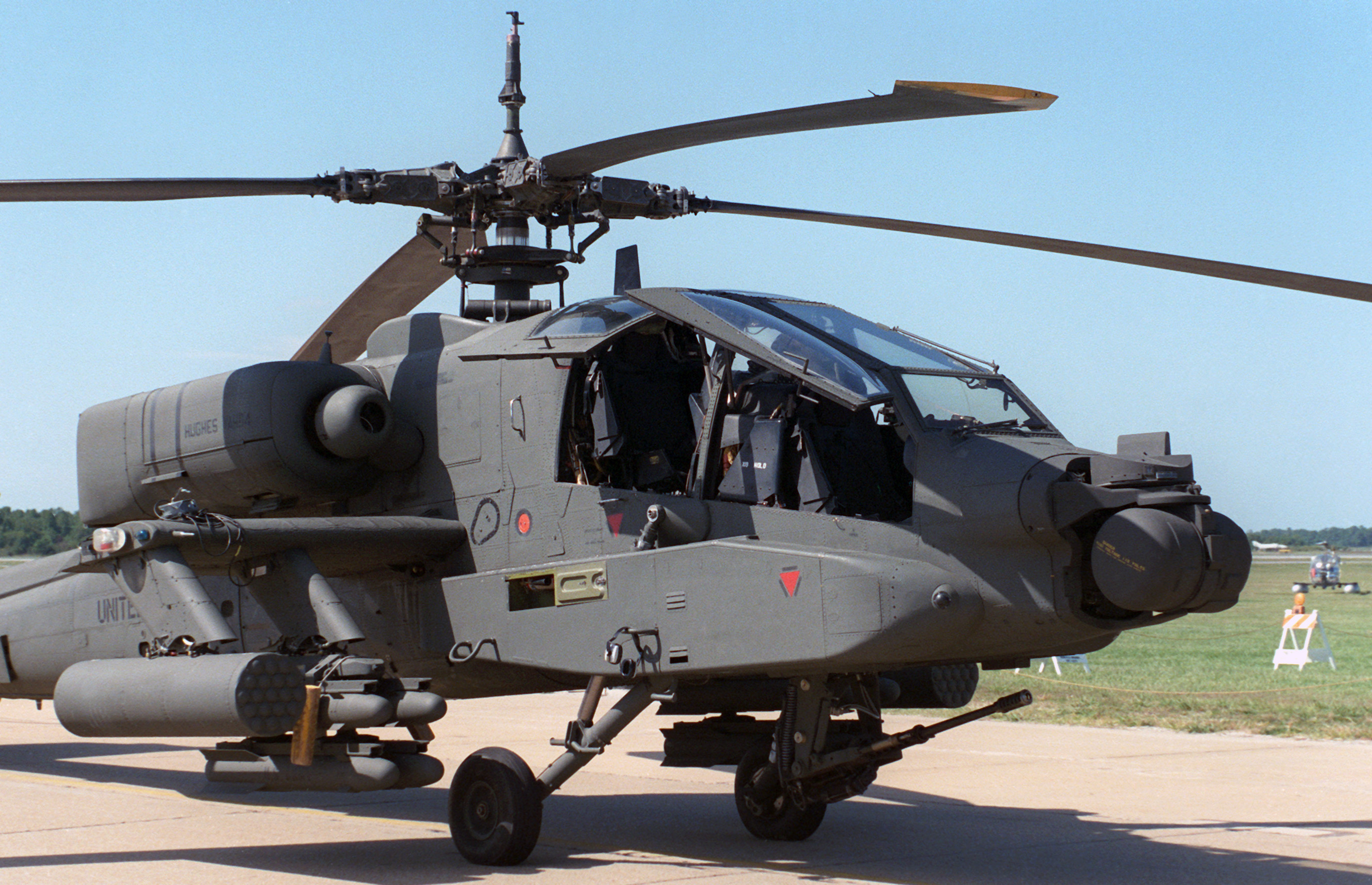
Uno de los prototipos YAH-64A Apache en 1984.

En 1981, el Ejército de los Estados Unidos recibió tres AH-64 de preproducción para el 2.º Test Operacional. Las pruebas del Ejército fueron exitosas, pero luego se decidió actualizar el motor a la versión T700-GE-701, que desarrollaba 1690 HP (1259 kW). A finales de 1981, el AH-64 fue nombrado "Apache", en honor al pueblo apache, siguiendo con la tradición del Ejército de usar nombres de tribus nativas para sus helicópteros.
En 1982, Hughes fue autorizada para la producción a gran escala del Apache, y fue en el año 1983 cuando salió el primer helicóptero de producción de las fábricas Hughes Helicopters de Mesa, Arizona. En enero de 1984, Hughes Helicopters fue adquirida por McDonnell Douglas por 500 millones de dólares estadounidenses. Posteriormente Hughes pasó a formar parte de la compañía Boeing con la fusión de Boeing y McDonnell Douglas en agosto de 1997. En 1984, el coste del AH-64A se incrementó en 7,8 millones de dólares y el coste medio por unidad era aproximadamente de 14 millones de dólares con costes de desarrollo incluidos.
En el año 2004, General Electric comenzó a producir motores T700-GE-701D más potentes, que desarrollaban 2000 HP (1500 kW) para los AH-64D. El coste total del programa AH-64D era de 10 500 millones de dólares en abril de 2007.
El Apache entró en servicio el 2 de enero de 1984, con una primera producción de 11 unidades.

## Diseño

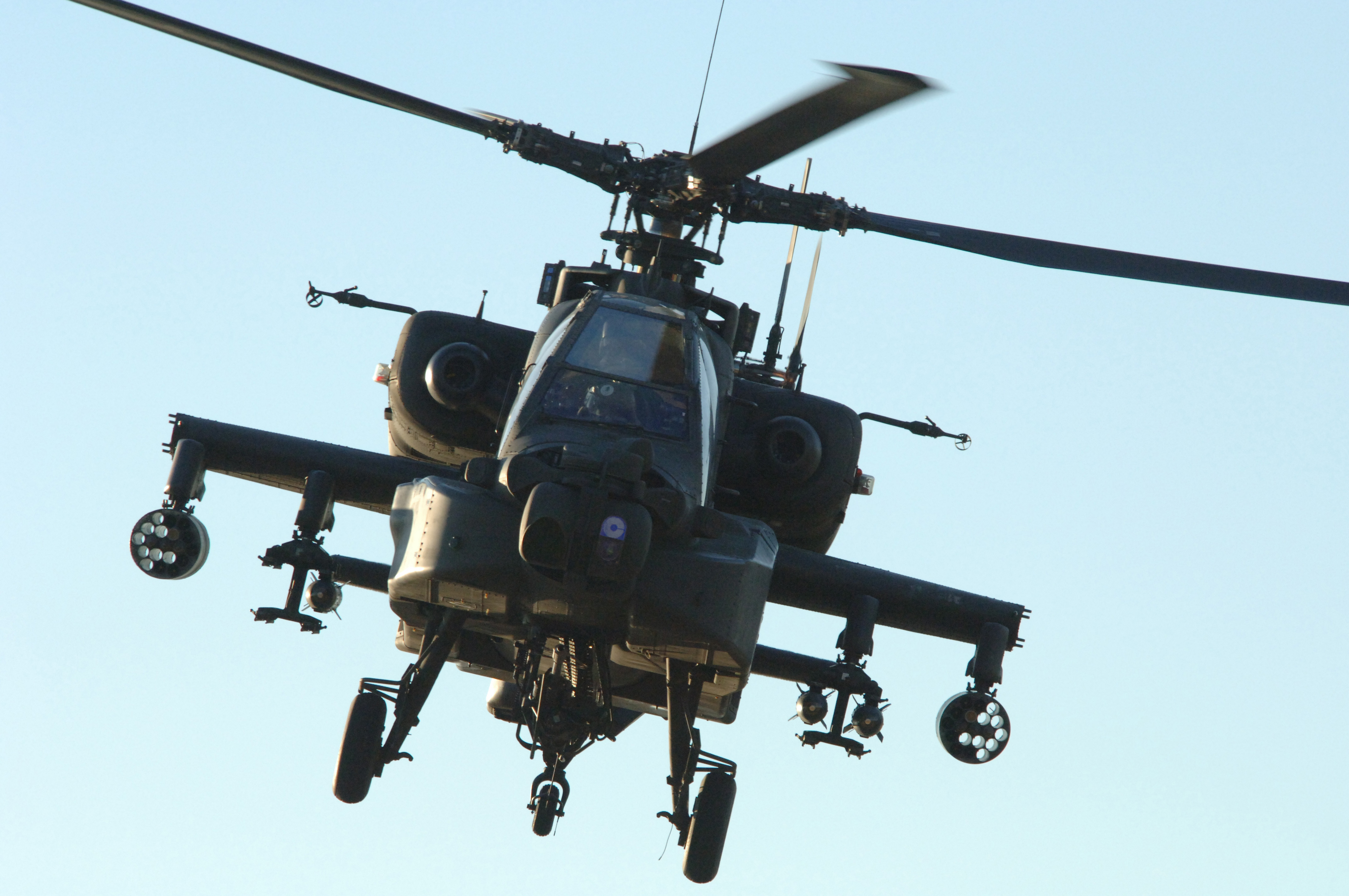
Vista frontal de un Apache en el aire.

El helicóptero AH-64 Apache está diseñado para mantenerse en vuelo después de recibir disparos con munición de hasta 23 mm, para resistir duras condiciones climáticas y para operar tanto de día como de noche usando una aviónica y electrónicas modernas, como el sistema de adquisición y designación del objetivo, el sensor de visión nocturna del piloto (TADS/PNVS), las contramedidas infrarrojas pasivas, sistema de posicionamiento global (GPS) y el sistema de visualización de pantalla integrado en casco (IHADSS, siglas de Integrated Helmet And Display Sighting System, literalmente: «sistema de armas mediante visualización integrada en el casco»).

### Estructura
El fuselaje, las alas, la cola, los compartimentos de los motores, la cabina de la tripulación y los contenedores de aviónica del AH-64 Apache son producidos por Northrop Grumman.
Compartimento de la tripulación
Los dos tripulantes se sientan en tándem: el copiloto/artillero delante, y detrás el piloto en una posición 48 cm más alta. Los asientos son fabricados de kevlar ligero. La cabina, con cristales PPG y barrera blindada acrílica transparente entre los dos compartimentos, está diseñada para proporcionar un campo de visión óptimo. Los compartimentos de la tripulación, el suelo, los laterales y entre los dos compartimentos están protegidos con placas de blindaje de boro de bajo peso de Ceradyne Inc., ofreciendo protección contra proyectiles penetrantes de armadura de hasta 12,7 mm. Los asientos y la estructura están diseñados para proporcionar a la tripulación un 95 por ciento de posibilidades de sobrevivir a impactos contra el suelo desde una altura de 12,8 metros a 46 km/h (42 pies/s).
Tren de aterrizaje
El tren de aterrizaje del helicóptero Apache está formado por dos ruedas principales simples en la parte inferior de la cabina más una rueda de cola giratoria con autocentrado y bloqueable. Las ruedas principales disponen de frenos hidráulicos y no son retráctiles, pero se pueden plegar hacia atrás y reducir la altura de la aeronave para almacenamiento y transporte. Los amortiguadores de las ruedas principales y los mecanismos de cola están diseñados para ratios de descenso normales de 3,05 m/s y bruscos aterrizajes de hasta 12,8 m/s. Además, permiten que el Apache pueda despegar y aterrizar con desniveles en el terreno de hasta 12.º en sentido longitudinal y 10.º en sentido lateral.

### Propulsión
Motores

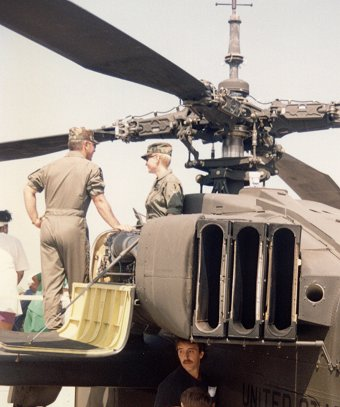
Compartimento abierto de uno de los motores y los tres supresores IR en la salida de gases.

El AH-64 está propulsado por dos motores turboeje General Electric T700-GE-701, fabricados por la subsidiaria GE Aviation. Cada uno de los motores está alojado en un compartimento independiente a cada lado del fuselaje, encima de las alas, a la altura del eje del rotor. Los componentes importantes están protegidos con armadura y las salidas de gases de las turbinas disponen de supresores de infrarrojos que reducen la emisión de calor. Cada compartimento dispone de una cubierta superior que permite abrirla hacia abajo para acceder al motor y que además sirve como plataforma de mantenimiento. Los motores están separados para evitar daños en los dos a la vez durante el combate.
El modelo de motor T700-GE-701C, es capaz de desarrollar una potencia de 1410 kW (1890 HP) durante 10 minutos, 1342 kW (1800 HP) durante 30 minutos y 1238 kW (1660 HP) de forma continua.
| Versión Apache    | Modelo de los motores (2)     | Potencia de cada motor |
| ----------------- | ----------------------------- | ---------------------- |
| AH-64A            | General Electric T700-GE-701  | 1265 kW (1696 HP)      |
| AH-64A+/D         | General Electric T700-GE-701C | 1410 kW (1890 HP)      |
| AH-64D Bloque III | General Electric T700-GE-701D | 1500 kW (2000 HP)      |
| WAH-64D           | Rolls-Royce Turbomeca RTM322  | 1566 kW (2100 HP)      |

Depósito de combustible
En el fuselaje tiene dos células resistentes a las caídas por derribo o accidente y blindadas contra fuego de munición de hasta 23 milímetros mediante placas de poliestireno extrusionado de alta densidad y láminas de Kevlar. El depósito tiene una capacidad total de 1421 litros.
Rotores
El Apache tiene un rotor principal de cuatro palas y un rotor de cola también de cuatro palas, pero estas últimas alineadas de forma no ortogonal. Las palas del rotor principal, de 6 m de longitud, son fabricadas por Tool Research and Engineering Corporation, y están hechas de material compuesto que resiste proyectiles de hasta 23 mm.

### Sistemas
Para cumplir las misiones asignadas, el AH-64 Apache está dotado de sistemas y de una aviónica modernos de tipo redundante. El cableado de cada helicóptero mide un total de 13 km.

#### Sensores

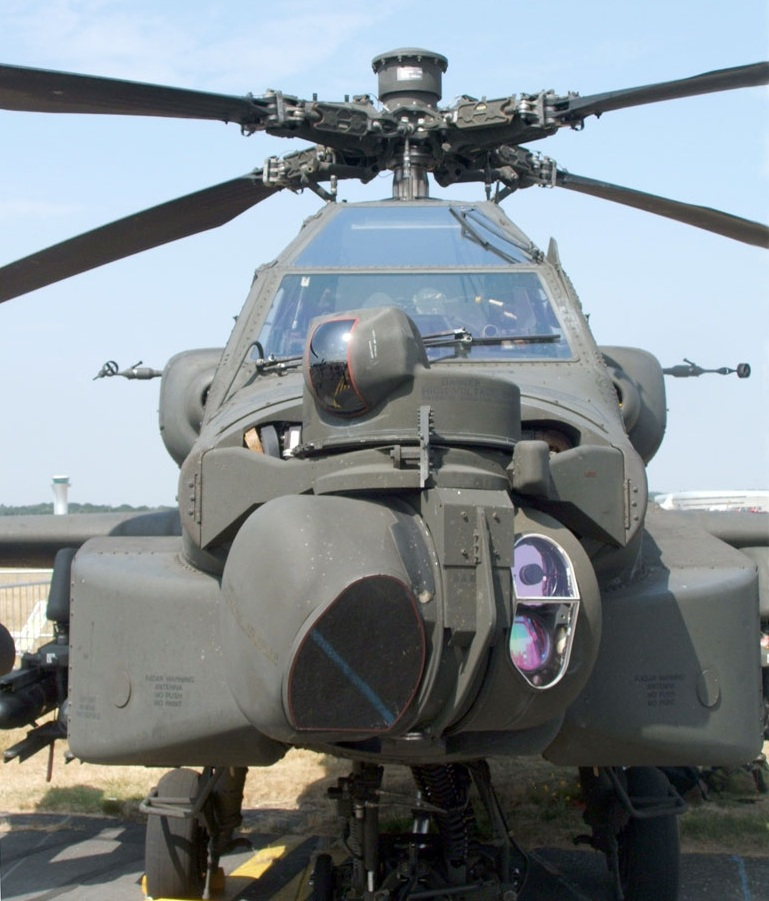
Vista de cerca de los sistemas de sensores en el morro de un AH-64D de la Real Fuerza Aérea de los Países Bajos en el Farnborough Airshow 2006.

El AH-64 está equipado en el morro con el conjunto de sensores TADS/PNVS, ambos desarrollados por Lockheed Martin.
- El sistema de adquisición y designación del objetivo TADS (siglas de Target Acquisition Designation Sight), o AN/ASQ-170, montado en su torreta proporciona ópticas de vista directa, televisión y sensores de observación por infrarrojos de barrido frontal (FLIR) de tres campos de vista para llevar a cabo búsqueda, detección y reconocimiento, y telémetro/designador láser Litton.[20][1]
- El sensor de visión nocturna del piloto PNVS (siglas de Pilot Night Vision Sensor), o AN/AAQ-11, consiste en un dispositivo FLIR montado en una torreta rotativa en el morro, sobre el TADS. La imagen del PNVS es mostrada en la mira monocular del casco con el sistema de visualización de pantalla integrado IHADSS (siglas de Integrated Helmet And Display Sighting System) Honeywell, empleado tanto por el piloto como por el copiloto/artillero.[20][1]

Posteriormente, Lockheed Martin ha desarrollado un nuevo sistema de visión nocturna y designación de objetivos para el Apache, empleando sensores infrarrojos con onda larga de segunda generación, que mejoran el alcance y la resolución. El nuevo sistema se denomina Arrowhead y tiene un FLIR de designación con tres campos de visión, un FLIR de pilotaje con dos campos de visión, cámara de televisión CCD, zum electrónico, rastreador de objetivos y ajuste automático de la mira y cañón. El Arrowhead entró en producción en diciembre de 2003 y la primera unidad fue entregada al Ejército estadounidense en mayo de 2005. Se previó que por el año 2011 704 helicópteros Apache estadounidenses estarían equipados con este nuevo sistema. En mayo de 2005 se contrató el Arrowhead para los Apache AH Mk.1 británicos, con las entregas previstas entre 2009 y 2010.

#### Contramedidas

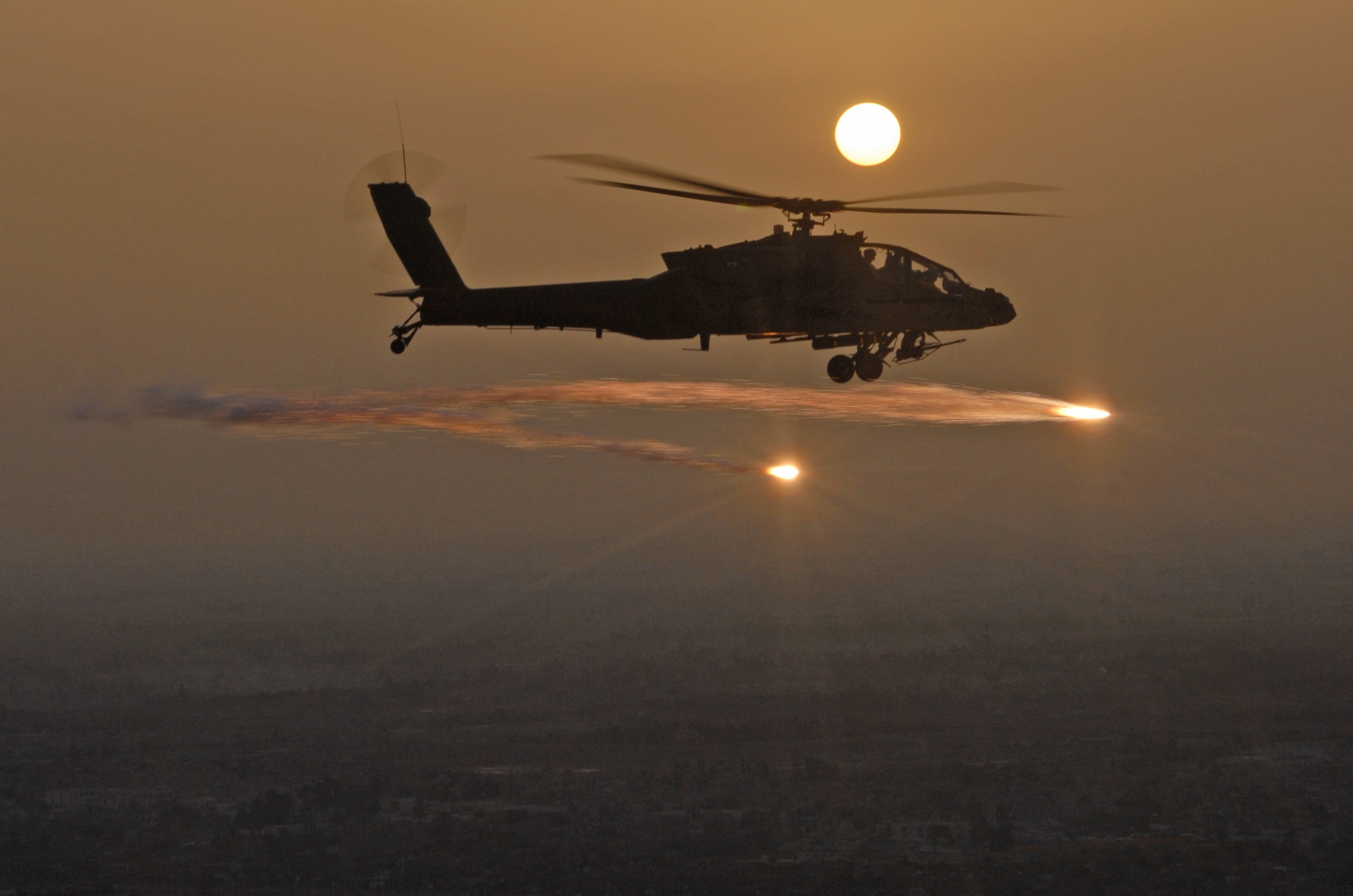
Un AH-64D estadounidense lanzando bengalas.

El Apache dispone de los siguientes sistemas de contramedidas para la guerra electrónica:
- Receptor de alerta radar AN/APR-39A(V) suministrado por Northrop Grumman y Lockheed Martin.
- Sistema de adquisición de objetivos con soporte electrónico a las interferencias de frecuencia de radar Lockheed Martin AN/APR-48A Radar Frequency Interferometer Electronic Support.
- Equipo de contramedidas por infrarrojos BAE Systems IEWS AN/ALQ-144.
- Receptor de alerta láser Goodrich AN/AVR-2.
- Perturbador de radar ITT AN/ALQ-136(V).
- Dispensadores de señuelos. Incluye lanzadores de bengalas y dipolos antirradar o chaff.

Los helicópteros AH-64D israelíes están equipados con el sistema de autoprotección Elisra Seraph, que incluye dispositivo de aviso de aproximación de misiles SPS-65 y el perturbador de radar SPJ-40.
Los helicópteros AH-64D neerlandeses están equipados con un dispositivo de contramedidas por infrarrojos direccional (DIRCM, siglas de Directional Infrared Countermeasures) de Northrop Grumman.
HIDAS
Los WAH-64 Apache británicos reemplazaron los sistemas de contramedidas más modestos del AH-64D por unos sistemas más avanzados incluidos en el equipo de sistemas defensivos HIDAS (siglas de Helicopter Integrated Defensive Aids Suite) de BAE Systems. El HIDAS entró en servicio el 1 de julio de 2003 y ha sido escogido por Kuwait y Grecia para incorporarlo a sus helicópteros AH-64D. El HIDAS incluye:
- Un sistema de aviso de misiles CMWS (siglas de Common Missile Warning System) ultravioleta-infrarrojo Lockheed Martin AN/AAR-57.
- Un perturbador de frecuencia de radar Lockheed Martin AN/APR-48 para emisiones de apuntamiento.
- Un receptor de alerta radar (RWR, siglas de Radar Warning Receiver) Sky Guardian 2000 de BAE Systems y un sistema de advertencia láser Type 1223, conectados para realizar un control automático de los dispensadores de señuelos Vinten.

### Armamento

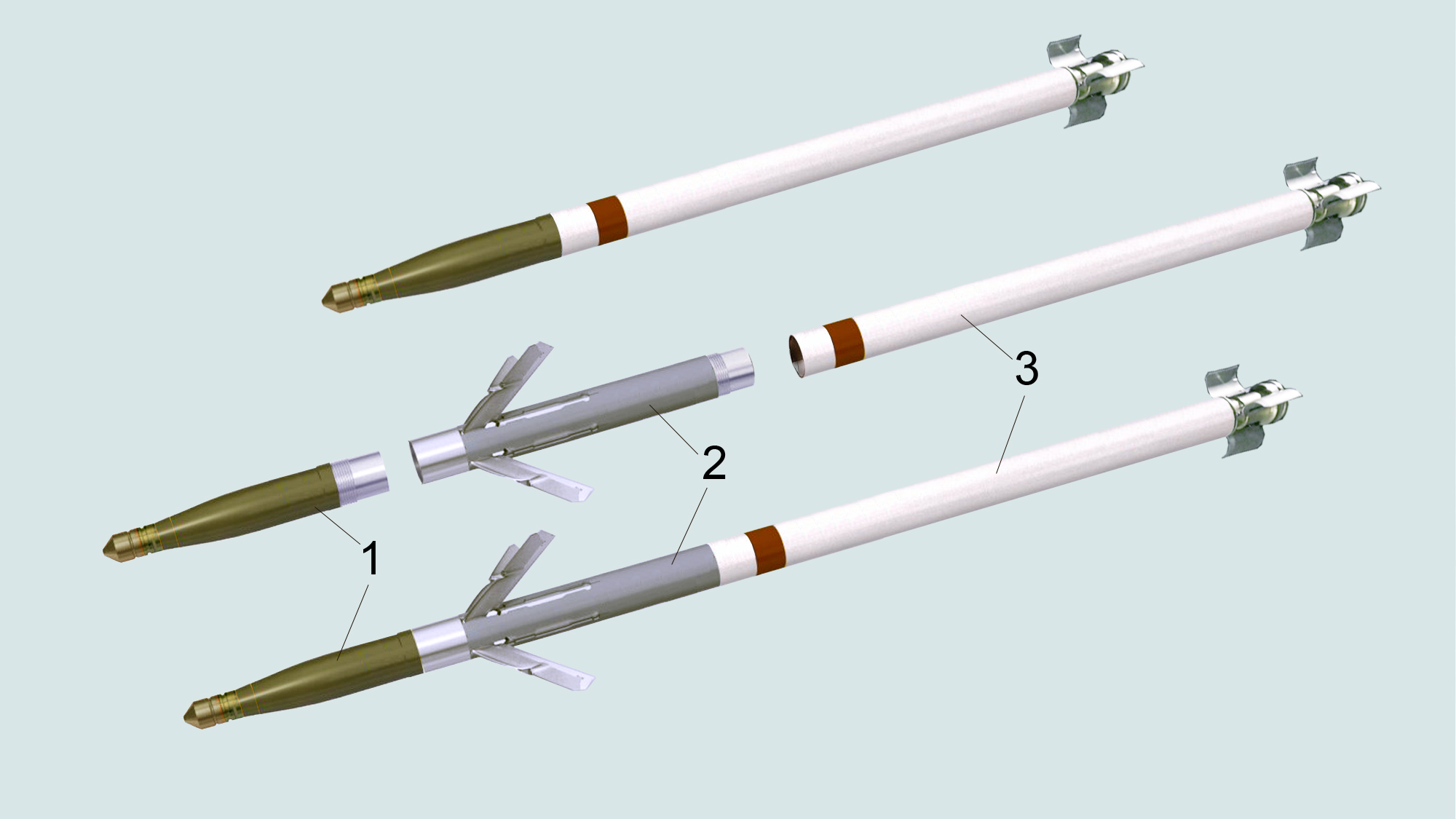
Hydra 70 + WGU-59/B = APKWS.

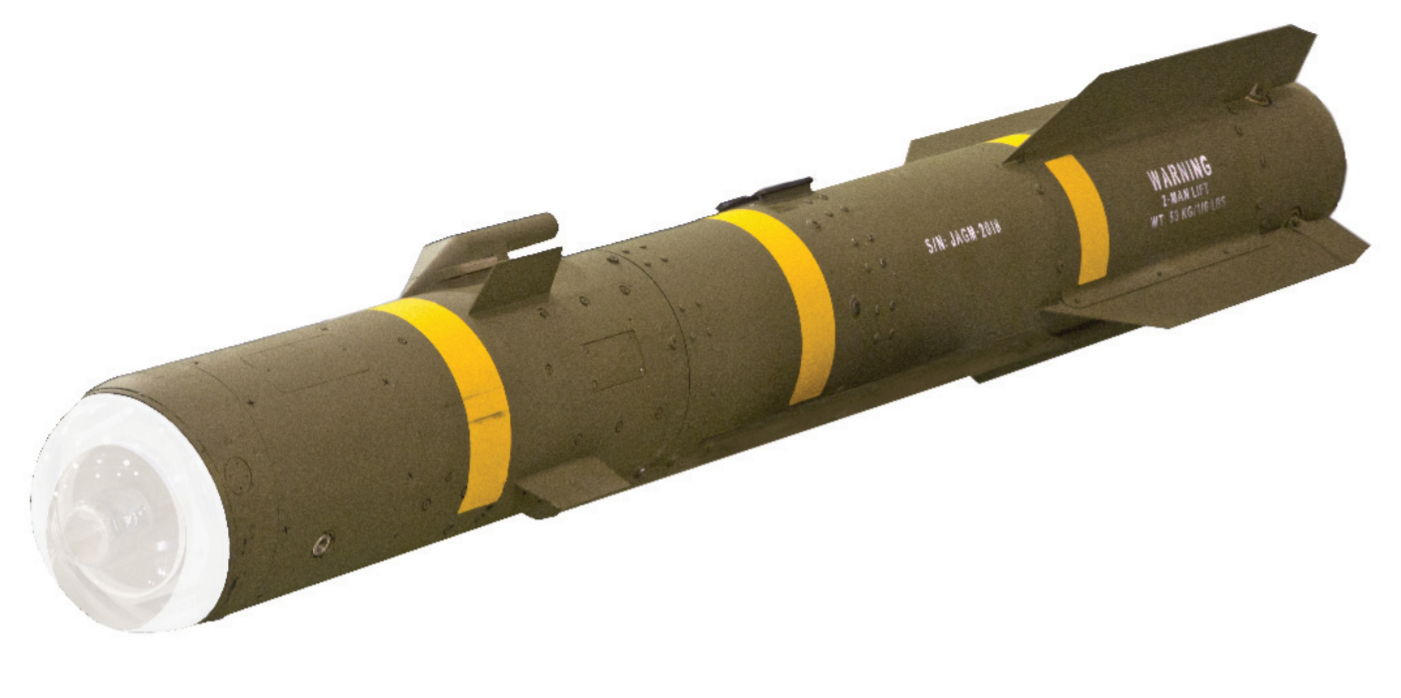
JAGM.

El helicóptero está armado con un cañón automático M230 de 30 milímetros. Además, tiene dos estructuras alares en los laterales, cada una con dos pilones articulados inferiores y un punto de anclaje en el extremo, en los pilones puede cargar armamento de ataque y depósitos de combustible externos de 871 litros (230 galones) y en los extremos puede llevar misiles de defensa. El AH-64 carga una gama variada de armamento externo en las alas, normalmente una combinación de misiles antitanque AGM-114 Hellfire, cohetes no guiados de 70 milímetros y de propósito general Hydra 70 y misiles antiaéreos AIM-92 Stinger para defensa. En caso de emergencia, las alas también pueden servir para transportar personal. Tiene un telémetro/designador láser, usado para designar el sistema de misiles Hellfire así como proporcionar la distancia a la información del objetivo para los cálculos de las soluciones balísticas del computador de control de tiro.

#### Armamento básico

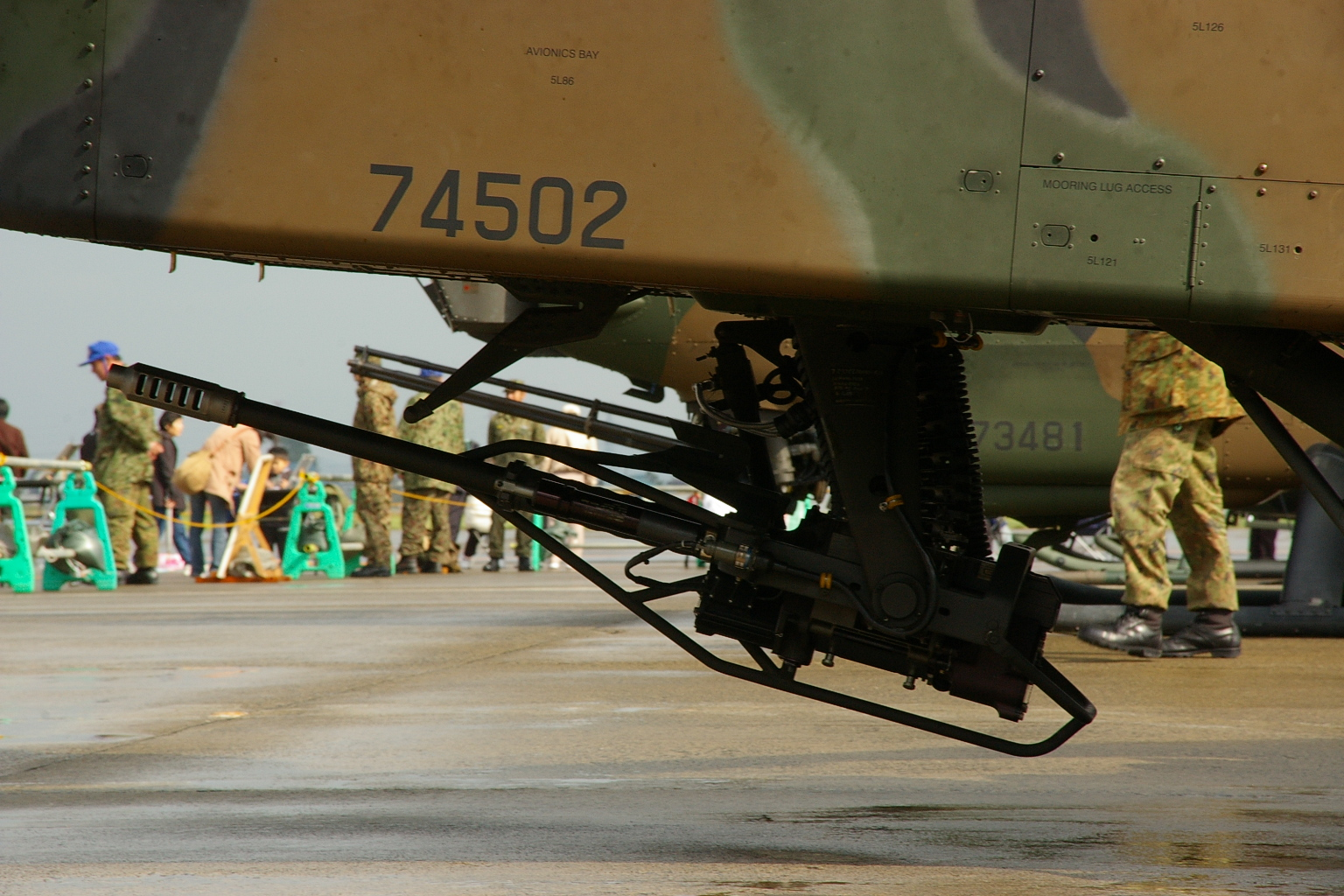
El cañón automático M230 de 30 mm montado en un Apache.

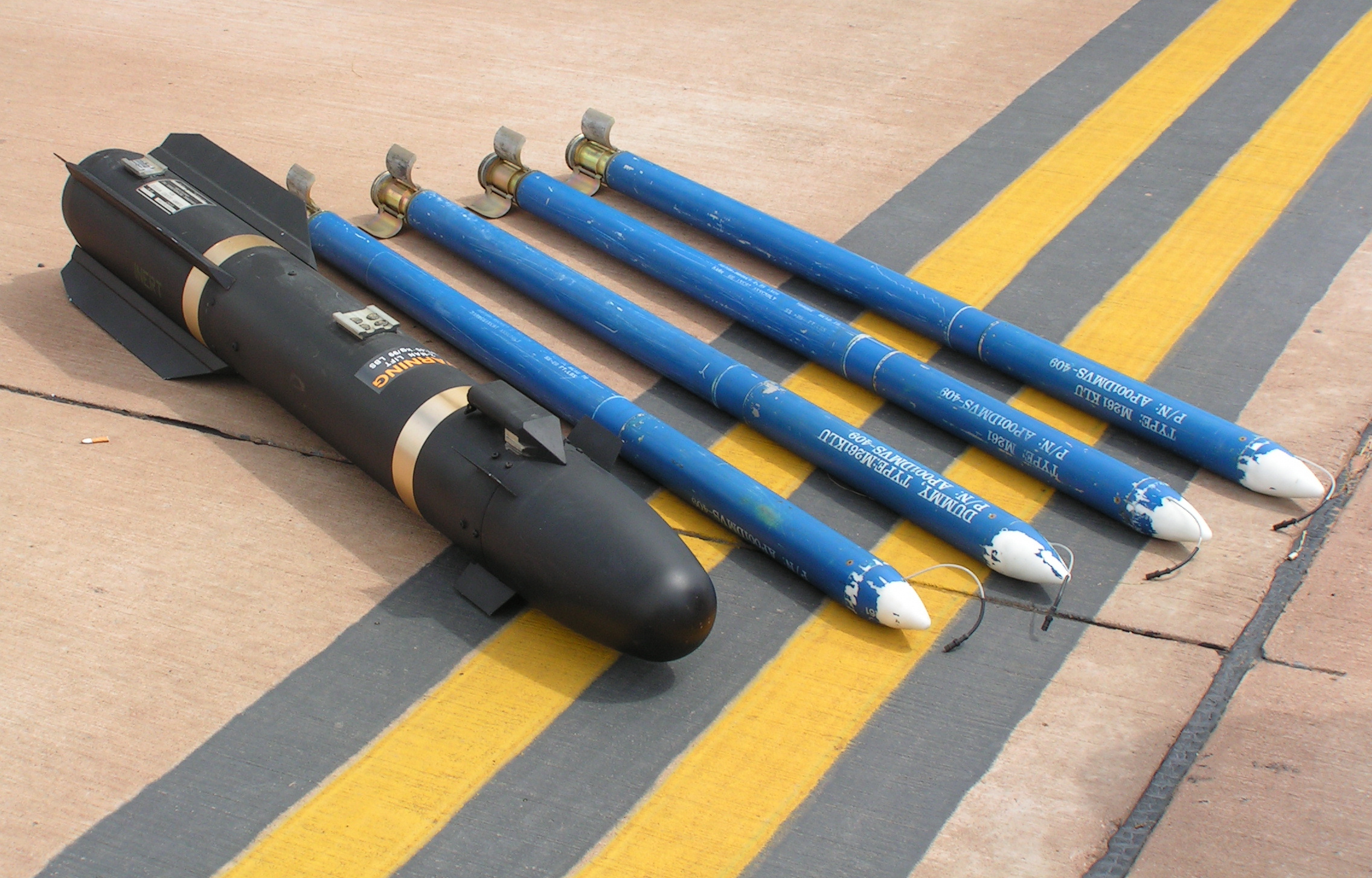
Misil AGM-114 Hellfire y cohetes Hydra 70.

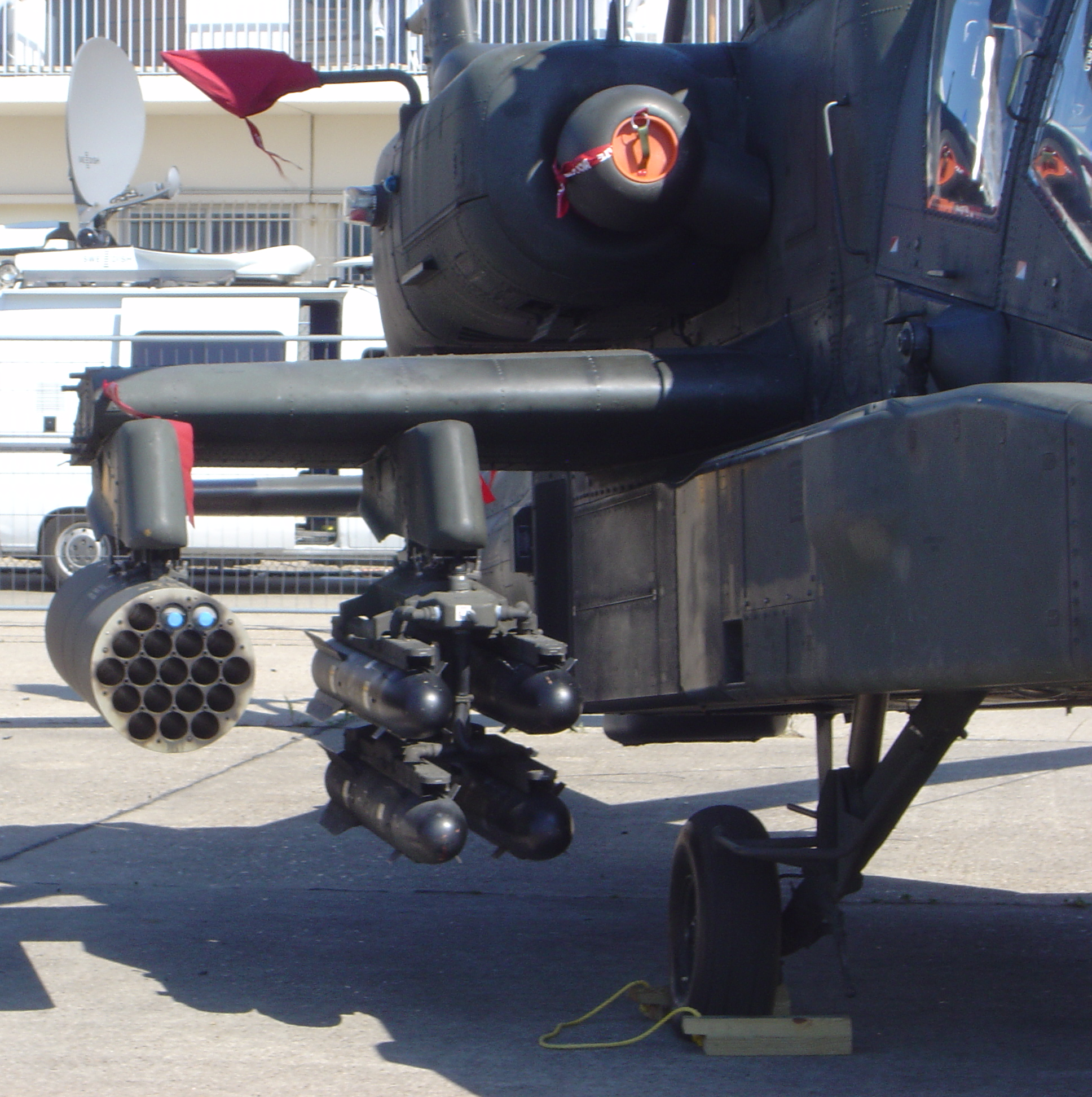
Cohetes Hydra 70 y misiles AGM-114 Hellfire montados en un helicóptero Apache.

- Cañón automático.

El cañón automático M230 de 30 mm, montado en una torreta de acción hidráulica en la parte inferior del helicóptero, se acciona eléctricamente de forma externa. Tiene una cadencia de tiro de 600-650 disparos/minuto, un alcance máximo de 4000 metros y un alcance efectivo de 1500-1700 metros. Utiliza munición M789 de alto poder explosivo (HE) de doble propósito, y dispone de una capacidad máxima de 1200 proyectiles. Puede ser sincronizado con el casco con pantalla HMD del artillero, fijado en una posición de disparo hacia adelante fija, o controlado a través del sistema de adquisición y designación del objetivo (TADS). Es usado principalmente contra objetivos desprotegidos o poco blindados, también para protección propia.
- Cohetes.

El sistema de cohete aéreo de aletas plegables (FFAR, siglas de Folding Fin Aerial Rocket) Hydra 70 consiste en un contenedor cilíndrico que porta 19 cohetes de 70 mm con carga variable: puede ser de alto poder explosivo (HE), de submuniciones multipropósito (MPSM, siglas de Multi-Propose Sub-Munitions), incendiarias, de humo, de iluminación o flechette. Tienen un alcance máximo de 9000 metros, siendo la distancia más efectiva a 3000-4000 metros. El Apache puede cargar un máximo de 76 cohetes.
- Misiles antitanque.

El AGM-114 Hellfire es un misil antitanque guiado por láser y radar capaz de destruir cualquier tipo de vehículo blindado conocido. Tiene dos formas de operación: autónoma, guiado por el mismo Apache que lo dispara, o remota, el objetivo es designado por otro helicóptero o por un soldado desde tierra. El alcance es desde los 500 a los 8000 metros. Un Apache puede cargar un máximo de 16 misiles.

#### Otro armamento

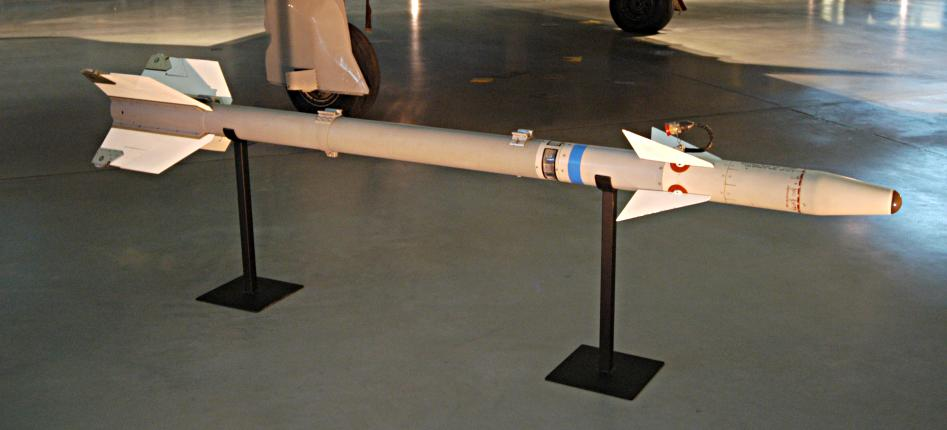
Misil aire-aire AIM-9 Sidewinder.

- Misiles antirradar.

El Apache puede montar misiles antirradiación AGM-122 Sidearm para atacar los sistemas de radares enemigos. Estos misiles tienen un alcance de 16,5 km.
- Misiles antiaéreos.

Como defensa antiaérea o para misiones de ataque a helicópteros enemigos, el Apache puede equipar misiles aire-aire en puntos de anclaje fijados en el extremo de cada ala, sin que ello haga variar la carga de armamento aire-superficie que lleva en los pilones. Este armamento ha sido añadido al Apache entre 1997 y 1998. Puede llevar cuatro misiles AIM-92 Stinger o Mistral, dos en cada extremo de ala con un alcance de entre 4 y 5 km; o dos misiles AIM-9 Sidewinder, uno en cada extremo del ala con un alcance de hasta 18 km.

#### Configuraciones
Capacidades de armamento y prestaciones en un helicóptero AH-64A según el perfil de la misión:
| Misión              | Hellfire | 30 mm | Hydra 70 | Velocidad máxima nudos | Razón de ascenso pies/min | Duración de la misión (horas) |
| ------------------- | -------- | ----- | -------- | ---------------------- | ------------------------- | ----------------------------- |
| Antitanque          | 16       | 1200  |          | 148                    | 990                       | 2,5                           |
| Fuerza de cobertura | 8        | 1200  | 38       | 150                    | 860                       | 2,5                           |
| Escolta             |          | 1200  | 76       | 153                    | 800                       | 2,5                           |

Algunas configuraciones de misión usadas por los AH-64A del Ejército de los Estados Unidos:
| A                                                               | 4 Hellfire y 19 cohetes     | 19 cohetes y 4 Hellfire     | Reconocimiento y ataque                  |
| B                                                               | 4 Hellfire y tanque externo | 19 cohetes y 4 Hellfire     | Reconocimiento y ataque de largo alcance |
| C                                                               | 8 Hellfire                  | 8 Hellfire                  | Ataque                                   |
| D                                                               | 8 Hellfire                  | Tanque externo y 4 Hellfire | Ataque de largo alcance                  |
| E                                                               | 38 cohetes                  | 38 cohetes                  | Reconocimiento y ataque                  |
| F                                                               | 19 cohetes y tanque externo | 38 cohetes                  | Reconocimiento y ataque de largo alcance |
| G                                                               | 4 Hellfire y 19 cohetes     | Tanque externo y 19 cohetes | Reconocimiento de largo alcance          |
| Todas las cargas incluyen munición de 1200 proyectiles de 30 mm |                             |                             |                                          |

### Componentes
Referencias: army-technology.com

#### Electrónica
| Sistema      | País | Fabricante | Notas         |
| ------------ | ---- | ---------- | ------------- |
| Red de datos |      |            | MIL-STD-1553B |

#### Armamento
| Sistema                                            | País           | Fabricante                | Notas             |
| -------------------------------------------------- | -------------- | ------------------------- | ----------------- |
| Cañón                                              | Estados Unidos | General Dynamics          | 1 × M230 de 30 mm |
| Cohete aire-tierra CRV7 de 70 mm                   | Canadá         | Bristol Aerospace         |                   |
| Cohete aire-tierra Hydra 70 de 70 mm               | Estados Unidos | General Dynamics          |                   |
| Kit de guiado láser WGU-59/B para cohetes Hydra 70 | Estados Unidos | BAE Systems               |                   |
| Misil antitanque AGM-114 Hellfire                  | Estados Unidos | Lockheed Martin           |                   |
| Misil aire-superficie AGM-179 JAGM                 | Estados Unidos | Lockheed Martin           |                   |
| Misil aire-aire FIM-92 Stinger                     | Estados Unidos | General Dynamics Raytheon |                   |
| Misil aire-aire AIM-9 Sidewinder                   | Estados Unidos | Raytheon                  |                   |

#### Propulsión
| Sistema | País           | Fabricante       | Notas          |
| ------- | -------------- | ---------------- | -------------- |
| Motor   | Estados Unidos | General Electric | 2× T700-GE-701 |

## Historia operacional

### Estados Unidos

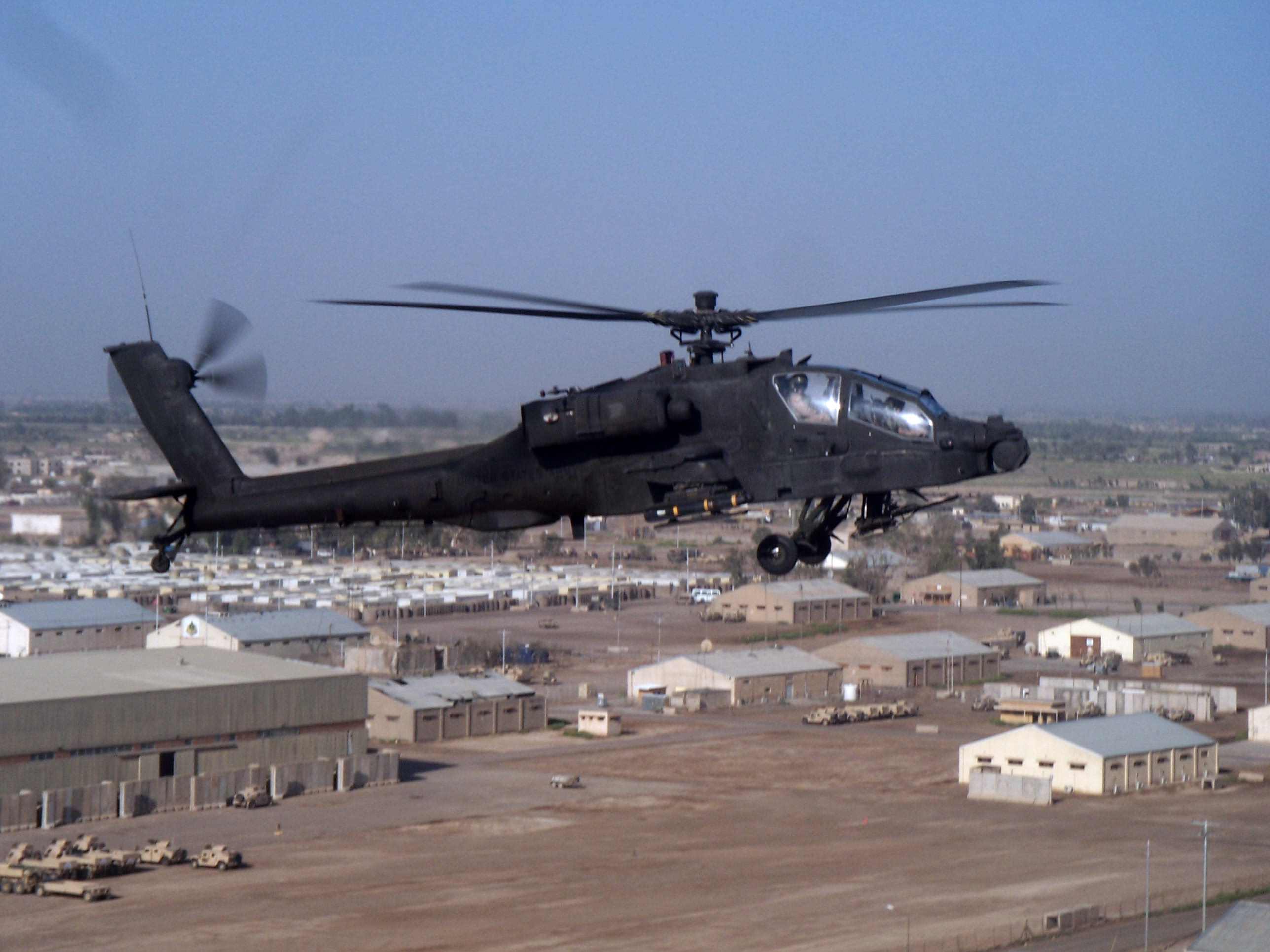
AH-64D Apache Longbow del Ejército de los Estados Unidos volando sobre Taji, Irak, en 2006.

El Apache fue usado por primera vez en combate durante la invasión estadounidense de Panamá («Operación Causa Justa») en 1989. El AH-64A Apache y el AH-64D Apache Longbow han jugado un papel importante en varias guerras de Oriente Medio, entre las que se incluyen la guerra del Golfo («Operación Tormenta del Desierto») en 1990, la guerra de Afganistán («Operación Libertad Duradera») en 2001, la invasión de Irak en 2003 y la consiguiente guerra de Irak («Operación Libertad Iraquí»). Los Apache han demostrado ser unos excelentes cazadores de tanques y también han destruido centenares de vehículos blindados, la mayoría del antiguo Ejército Iraquí.
Durante la «Operación Tormenta del Desierto» el 17 de enero de 1991, fueron usados ocho helicópteros de ataque AH-64 guiados por cuatro helicópteros pesados MH-53 Pave Low III para destruir una porción de la red iraquí de radares permitiendo a los bombarderos de la coalición entrar en Irak sin ser detectados. Este fue el primer ataque de la «Tormenta del Desierto». Cada uno de los Apache transportó una carga asimétrica de cohetes Hydra 70, misiles AGM-114 Hellfire, y un tanque de combustible auxiliar. Posteriormente, durante las 100 horas de combate terrestre, participaron un total de 277 helicópteros AH-64. Estos Apache destruyeron alrededor de 500 carros de combate, numerosos vehículos de transporte blindado de personal y muchos otros vehículos militares.

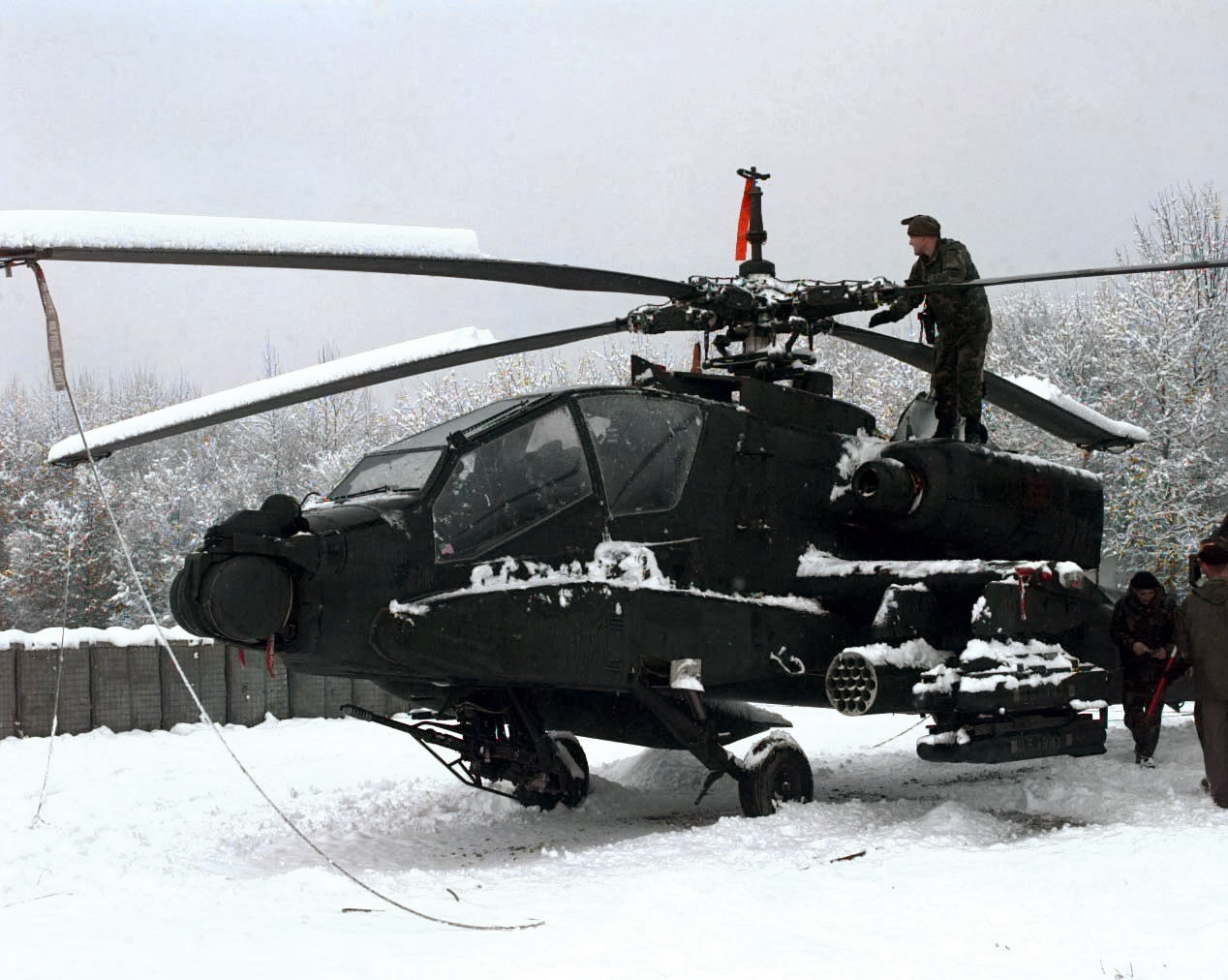
Soldados estadounidenses retiran la nieve de un AH-64A  Apache en una base de la SFOR en Bosnia y Herzegovina, 16 de diciembre de 1997.

El despliegue en los Balcanes tuvo lugar durante la guerra de Kosovo a finales de la década de 1990, pero el Apache encontró problemas que redujeron su efectividad considerablemente. Las críticas incluyeron la falta de entrenamiento de los tripulantes, y deficiencias en el equipamiento de visión nocturna, en los tanques de combustible y en la capacidad de supervivencia de la aeronave. Un Apache se estrelló durante unos entrenamientos en Albania el 27 de abril de 1999. Después, en diciembre de 2000, la flota entera en los Balcanes fue estacionada en tierra por dos semanas. En ese momento, el general de división Dick Cody, oficial al mando de la 101.ª División Aerotransportada, escribió una nota escrita al jefe de personal del Ejército de los Estados Unidos sobre los fallos en adiestramiento y equipamiento.

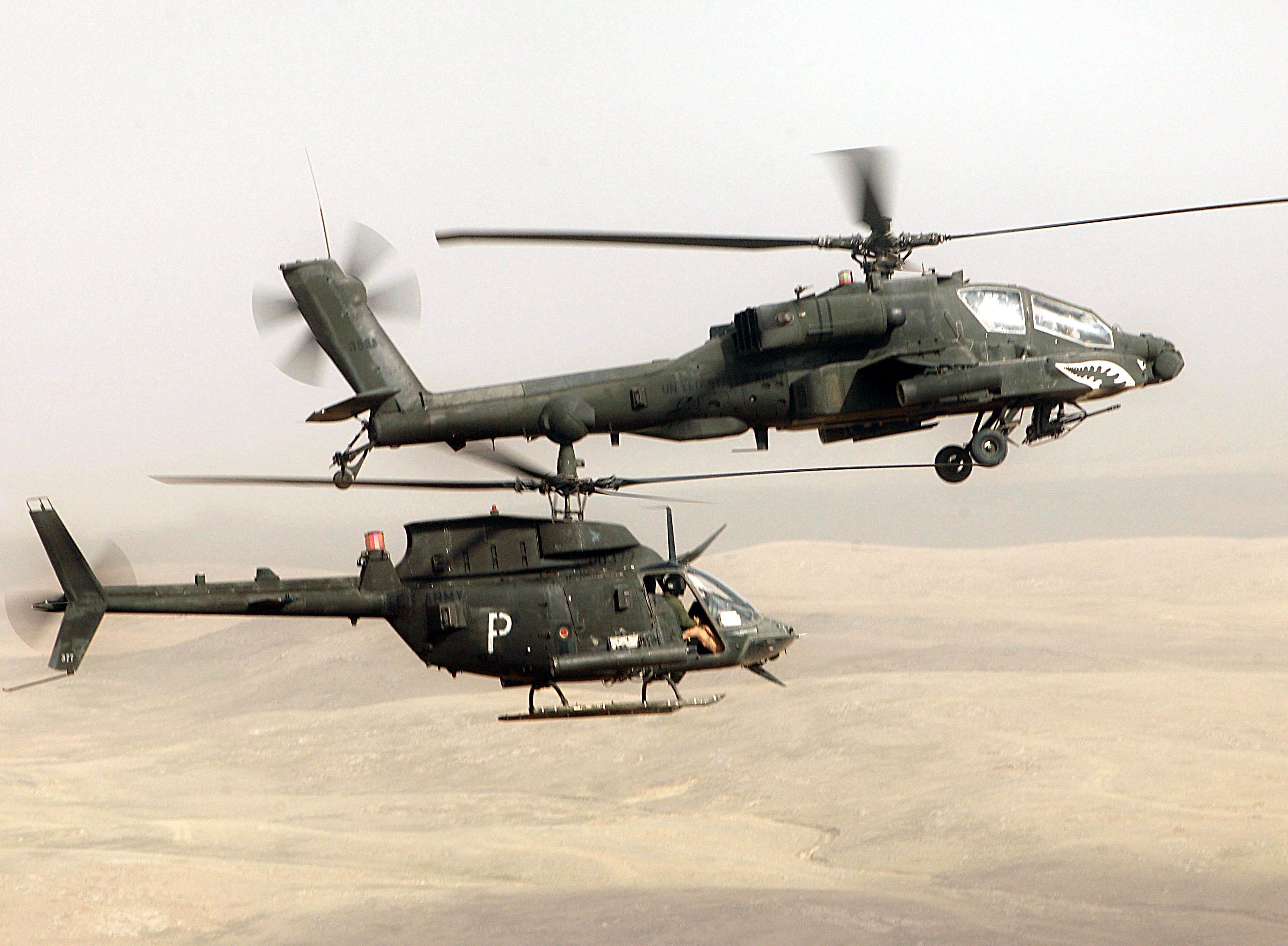
Un Apache junto a un helicóptero de observación OH-58D Kiowa, ambos del Ejército de los Estados Unidos, en una patrulla aérea cerca de Tal Afar, Irak, 24 de febrero de 2006.

El 24 de marzo de 2003, durante la Operación Libertad Iraquí, el ejército estadounidense realizó un ataque contra una brigada acorazada de la División Medina de la Guardia Republicana Iraquí. Durante el ataque, algunos Apache fueron dañados en combate, e incluso uno fue capturado por las tropas iraquíes cerca de Karbala y mostrado en televisión, para finalmente ser destruido mediante ataque aéreo estadounidense al día siguiente. El ataque terminó siendo un gran fracaso, aparentemente porque las tripulaciones de los tanques iraquíes habían preparado una "trampa antiaérea" en terreno abrupto, empleando sus ametralladoras pesadas a buen efecto. Más recientemente, dos Apache se perdieron junto con sus tripulantes entre el 28 de enero y el 2 de febrero de 2007, al ser derribados por fuego desde tierra de la insurgencia iraquí en las regiones de Taji y Nayaf.
Al avanzar la guerra, los AH-64 estadounidenses desplegados en Irak y Afganistán pasaron a volar sin el radar de control de tiro Longbow, puesto que dejaron de existir amenazas blindadas para las fuerzas de la coalición.
La inmensa mayoría de los helicópteros Apache que sufrieron fuertes daños de combate han podido continuar con sus misiones asignadas y regresar sin peligro a sus bases. Por ejemplo, de los 33 Apache empleados en el ataque del 24 de marzo de 2003, 30 fueron dañados por fuego iraquí desde tierra, pero solamente uno de ellos no regresó a base.

### Israel

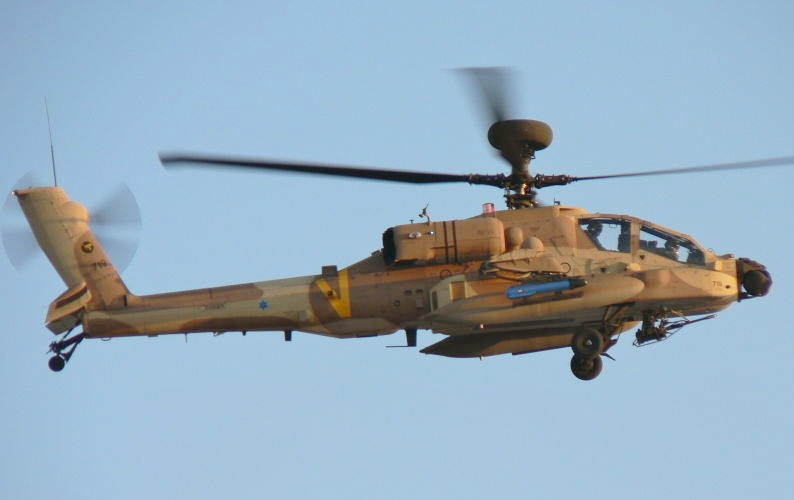
AH-64D "Saraf" de la Fuerza Aérea Israelí con tanques de combustible externos.

La Fuerza Aérea Israelí usa el Apache para atacar varios objetivos con misiles guiados. Helicópteros AH-64A atacaron y destruyeron varios puestos de Hezbolá en Líbano durante la década de los noventa, atacando en distintas condiciones meteorológicas tanto de día como de noche. Durante la Intifada de Al-Aqsa, la Fuerza Aérea Israelí utilizó Apache para matar con misiles guiados a los principales dirigente de Hamás, tales como Ahmed Yasín y Adnan al-Ghoul (ambos en el año 2004). En la guerra del Líbano de 2006, dos AH-64A israelíes colisionaron causando la muerte de un piloto e hiriendo de gravedad a los otros tres tripulantes. Otro incidente en el conflicto se produjo cuando un AH-64D Longbow israelí se estrelló, muriendo los dos pilotos, debido a un funcionamiento defectuoso en el rotor.

### Países Bajos
La Real Fuerza Aérea de los Países Bajos encargó 30 helicópteros AH-64D Apache en el año 1996 tras haber alquilado 12 AH-64A. El radomo del mástil no fue incluido, de aquí que los AH-64D neerlandeses no se consideren Longbow. Su primer despliegue fue en Yibuti. También se desplegaron junto a los AH-64 estadounidenses como soporte a las fuerzas SFOR de la OTAN en Bosnia y Herzegovina. En 2004, los AH-64 de los Países Bajos se desplegaron como parte de la contribución de su país a la Fuerza Multinacional en Irak. Al mismo tiempo otros Apache fueron desplegados en Kabul como contribución a la ISAF en Afganistán. En febrero de 2006, la contribución de tropas neerlandesas a las fuerzas de la OTAN en Afganistán fue incrementada de 600 a 1400 personas y fueron enviados 6 helicópteros AH-64 como soporte.

### Reino Unido
El Westland AH-64 Apache reemplaza al Westland Lynx como helicóptero de ataque táctico del Ejército Británico. En el año 2006, los WAH-64 fueron desplegados en Afganistán como parte de la ISAF. Los WAH-64 Apache británicos usaron el radar de control de tiro Longbow sobre el terreno afgano y sus operadores han declarado que resulta extremadamente útil cuando se comparte el espacio aéreo con otras aeronaves durante maniobras tácticas.

### Yemen
En Yemen, la coalición que lidera Arabia Saudita ha empleado helicópteros AH-64 saudíes y emiratíes en combate.

### Egipto
En la lucha contra la guerrilla en el Sinaí y el desierto occidental, Egipto ha desplegado sus helicópteros AH-64 para reforzar la capacidad militar en la lucha contrainsurgente.
En 2015, helicópteros AH-64 atacaron por error un convoy de turistas, ataque en el que murieron ocho viajeros mexicanos y cuatro de sus acompañantes egipcios.

## Variantes

### AH-64A

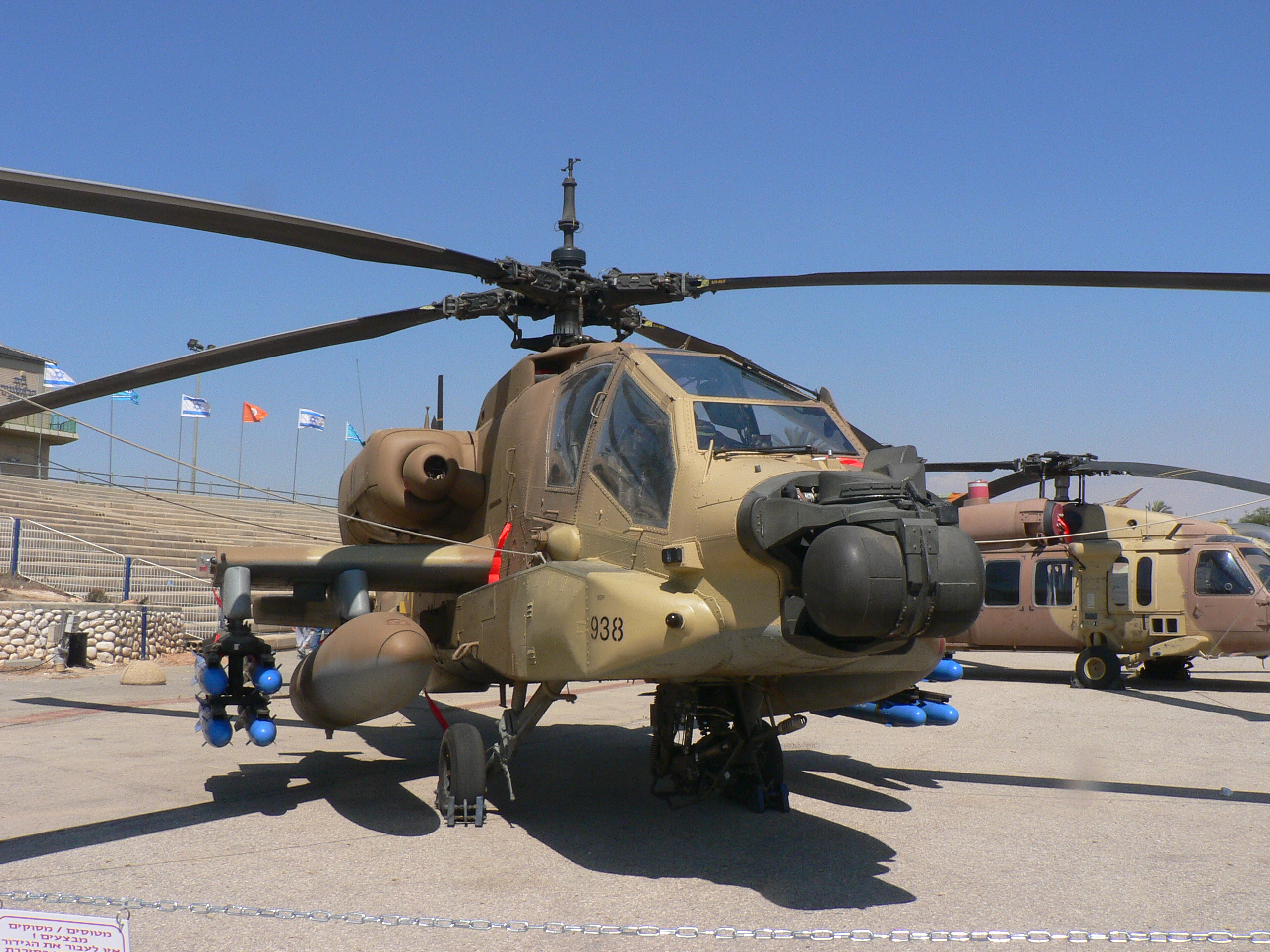
AH-64A Peten de la Fuerza Aérea Israelí.

El AH-64A es el primer modelo, entró en producción en 1982 y fue puesto en servicio en 1984, en 2008 aún continuaba en servicio operativo en varios países, incluyendo a Estados Unidos.
Al modelo "A" le han surgido varios problemas. Aunque el AH-64A Apache puede detectar un vehículo a gran distancia, no puede diferenciar fácilmente un vehículo enemigo de uno amigo. Además durante un día muy cálido, el reflejo del suelo puede emitir más calor que un vehículo, dificultando su localización. Y en una noche fría, un vehículo emite muy poco calor, haciendo difícil su localización por el Apache. Además, el AH-64A no puede atacar los objetivos escondidos tras un abrigo de árboles debido a que tras dejar de iluminar el objetivo, el misil tampoco es guiado al objetivo. Para solucionar este último problema el Ejército de los Estados Unidos ha utilizado el helicóptero OH-58D Kiowa Warrior, que incorpora un sistema de designación en el mástil, junto al Apache, permitiendo guiar los Hellfire del AH-64A Apache aunque este permanezca oculto.
Algunos helicópteros AH-64A fueron modificados para instrucción y pruebas:
- GAH-64A: Versión del AH-64A basada en tierra para instrucción técnica, fueron modificados a esta versión al menos 17 helicópteros AH-64A.[4]
- JAH-64A: Versión del AH-64A para pruebas especiales, fueron modificados a esta versión 7 helicópteros AH-64A y uno de ellos fue revertido al estándar posteriormente.[4]

### AH-64B
En 1991, después de la Operación «Tormenta del Desierto», el modelo AH-64B fue una propuesta para actualizar 254 AH-64A Apache estadounidenses. La actualización incluía nuevas palas del rotor, un Sistema de Posicionamiento Global (GPS), sistemas de navegación mejorados y nuevas radios. El Congreso de los Estados Unidos aprobó un presupuesto de 82 millones de dólares para comenzar la actualización al modelo de Apache B, pero el programa fue cancelado en 1992. Las modificaciones de radio, navegación y GPS más tarde serían instaladas en la mayoría de los Apache modelo A como parte de un programa de actualización.

### AH-64C
A finales de 1991, el Congreso de los Estados Unidos entregó fondos para financiar un programa de actualización de los AH-64A a una versión AH-64B+. Pero una entrega de más fondos adicionales cambió el anterior plan para mejorarlos a la que sería la tercera versión, la AH-64C. La nueva versión C incluiría los motores T700-GE-C y todos los cambios que iban a ser incluidos en la versión B, éstos serían los que más tarde serían incluidos en el AH-64D Longbow excepto el radar montado en el mástil del rotor y los nuevos motores.
Después del año 1993, la designación C fue desechada, sin embargo las actualizaciones seguirían adelante. Dado que la única diferencia entre el modelo C y el modelo D equipado con el radar era precisamente el radar, el cual podía ser intercambiado de un helicóptero a otro, se decidió no distinguir entre las dos versiones, tuvieran o no el radar incorporado.
Se actualizaron 523 helicópteros AH-64A a esta versión, que entró en servicio en 1995, pero, como se ha dicho anteriormente, fueron designados AH-64D (sin Longbow) en lugar de AH-64C.

### AH-64D

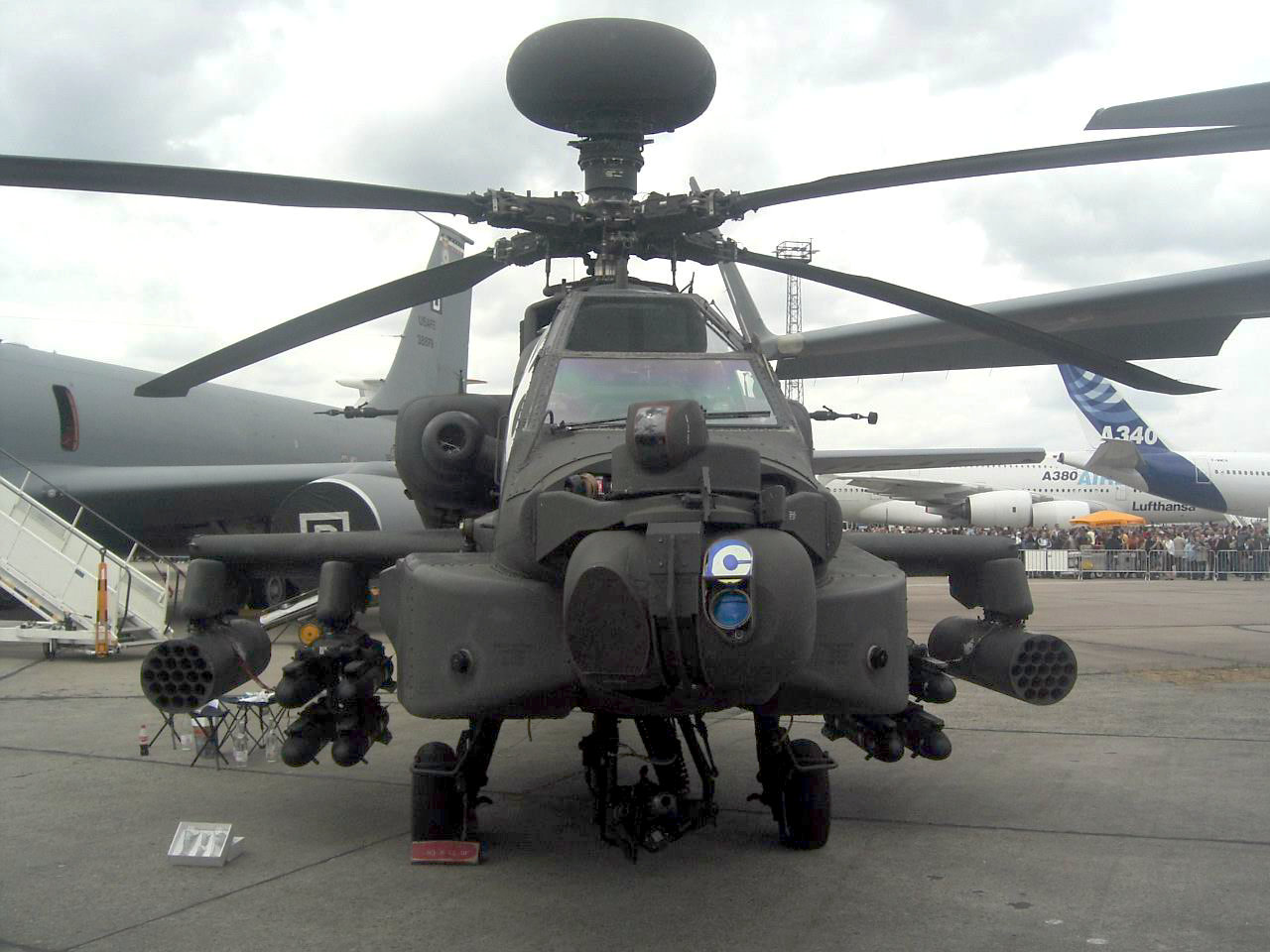
Apache AH-64D con radomo Longbow en la Exhibición Aeroespacial Internacional (ILA) de 2006.

El modelo más avanzado, el AH-64D Apache Longbow, está equipado con una serie de sensores y sistemas de armas mejorados. La mejora importante sobre la variante A es el radomo AN/APG-78 Longbow («arco largo inglés») instalado sobre el eje del rotor principal, el cual aloja un sistema de adquisición de objetivos por radar de control de tiro (FCR) de frecuencia extremadamente alta, así como el RFI (siglas de Radar Frequency Interferometer). La posición elevada del radar permite la detección de objetivos y el guiado de misiles hacia esos objetivos incluso cuando el propio helicóptero está oculto por un obstáculo (por ejemplo, terreno, árboles o edificios). Además, un radio módem integrado con el conjunto de sensores permite al AH-64D compartir información de los objetivos con otros AH-64D que no tengan línea de visión con el objetivo. De esta manera un grupo de Apache puede encargarse de múltiples objetivos, pero usando únicamente el radar de control de tiro de uno de los Apache modelo D. Los Apache que incluyen todas las mejoras y actualizaciones del modelo AH-64D Longbow, con la excepción del radar de control de tiro son igualmente designados como "AH-64D Apache Longbows", el radomo puede retirarse y es intercambiable entre los helicópteros.
El helicóptero fue actualizado con motores T700-GE-701C más potentes, y una cabina de tripulantes totalmente integrada. La parte delantera del fuselaje fue expandida para alojar nuevos sistemas. Adicionalmente, el AH-64 recibió capacidades mejoradas de supervivencia, de comunicación y de navegación. La mayoría de las capacidades existentes del AH-64A Apache fueron mantenidas.
El primero de los Apache actualizados al Bloque II fue entregado al Ejército de los Estados Unidos en febrero de 2003. El Bloque II incluye actualizaciones a sistemas de comunicación digitales para mejorar las comunicaciones con el "internet táctico".
Las mejoras del Bloque III, programada para después del 2008, incluye el incremento de la digitalización, el sistema de radio táctica conjunta, motores y sistemas de transmisión reforzados, capacidad para controlar vehículos aéreos no tripulados (UAV), nuevo compuesto de las palas del rotor y actualizaciones del tren de aterrizaje. Las nuevas palas, que completaron las pruebas en vuelo con éxito en mayo de 2004, incrementaron la velocidad de crucero, el ratio de ascenso y la capacidad de carga del Apache. El contrato para el Sistema de Desarrollo y Demostración (SDD; System Development and Demonstration) del Bloque III fue concedido a Boeing en junio de 2005.

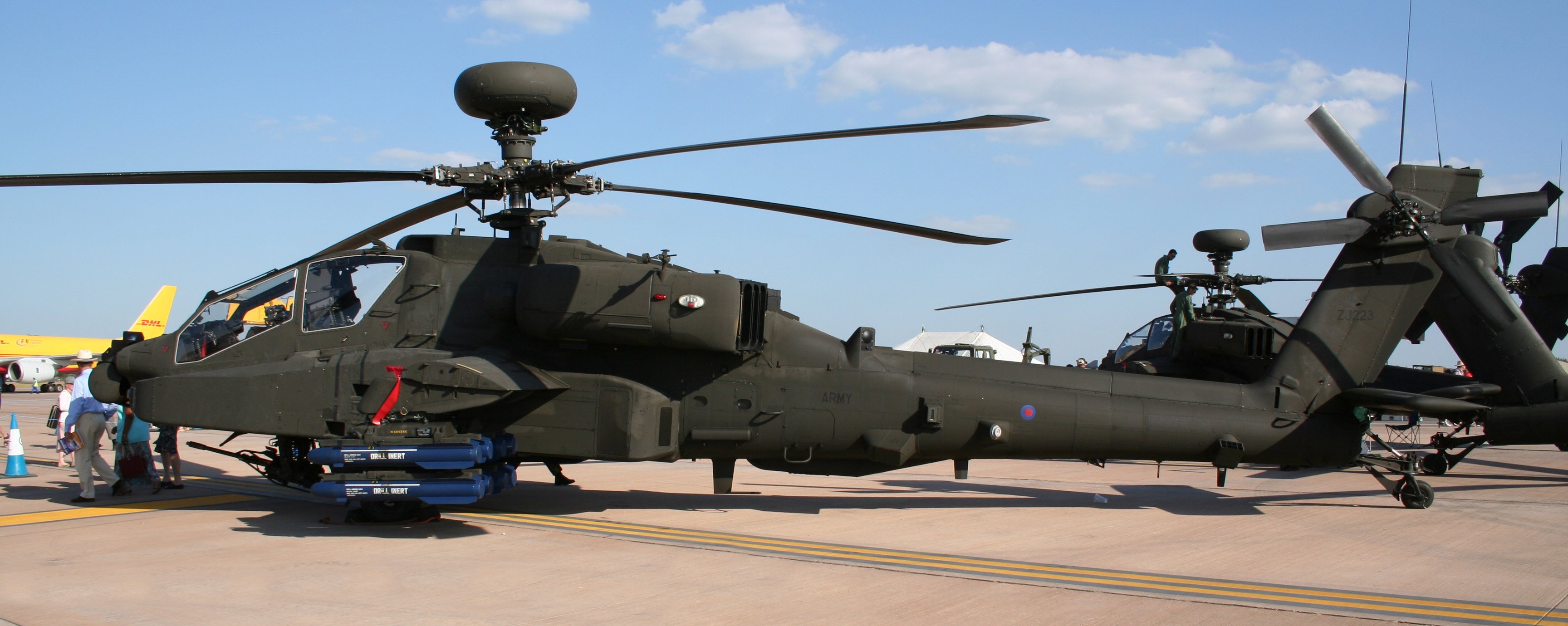
Un Westland WAH-64D Apache Longbow del Ejército Británico.

### Westland WAH-64 Apache
El WAH-64 Apache es una versión del AH-64D Apache Longbow fabricada en el Reino Unido por Westland bajo licencia de Boeing Integrated Defense Systems. Han sido fabricados 67 helicópteros WAH-64 para el Ejército Británico, que los ha designado Apache AH Mk1. Los cambios con respecto al AH-64D incluyen los motores turboeje Rolls-Royce Turbomeca RTM322 de 2100 HP (1566 kW) cada uno, y una junta de palas plegable que le permiten operar desde buques.

### Proyectos
Tras la cancelación del RAH-66 Comanche, se dice que Boeing ha optado por la creación de una nueva versión del Apache, basada en el AH-64D Longbow, pero con numerosas mejoras tomadas del proyecto Comanche. No está confirmado.
Sea Apache
El Sea Apache fue un proyecto que no salió adelante. Entre 1984 y 1987, McDonnell Douglas les propuso una versión naval del AH-64A al Cuerpo de Marines y a la Armada de los Estados Unidos. Para este propósito fueron estudiados múltiples conceptos con trenes de aterrizaje modificados, aviónica y armas mejoradas. Pero como no fue proporcionada la financiación para la versión naval, el Cuerpo de Marines continuaba usando el helicóptero de ataque AH-1 SuperCobra en 2008, para el que ya ha desarrollado un sustituto modernizado, el AH-1Z Viper que está en fase de producción; y la Armada continúa usando el polivalente SH-60 Seahawk.

## Operadores

### Actuales
Número de helicópteros de cada versión por país, con fecha de primera adquisición y entrada en servicio del Apache en cada país:
| País operador          | 1.ª adquisición | 1.ª entrega | N.º de AH-64A | N.º de AH-64D | N.º de AH-64D Longbow | Total |
| ---------------------- | --------------- | ----------- | ------------- | ------------- | --------------------- | ----- |
| Arabia Saudita         | ?               | 1993        | 12            | 0             | 0                     | 12    |
| Egipto                 | 1995            | ?           | →             | 35            | 0                     | 35    |
| Emiratos Árabes Unidos | ?               | 1991        | →             | 0             | 30                    | 30    |
| Estados Unidos         | 1976            | 1984        | ?→            | 0             | 642 (abr 2007)        | 700+  |
| Grecia                 | ?               | 1995        | 20 A+         | 0             | 12                    | 32    |
| Japón                  | 2001            | 2006        | 0             | 0             | 55                    | 55    |
| Kuwait                 | 2002            | 2007        | 0             | 0             | 16                    | 16    |
| Israel                 | ?               | 1990        | 39 (dic 2006) | 0             | 12 (dic 2006)         | 48    |
| Países Bajos           | 1995            | 1996        | 0             | 30            | 0                     | 30    |
| Reino Unido            | ?               | 2000        | 0             | 0             | 67 WAH-64             | 67    |
| Singapur               | 1999            | 2002        | 0             | 0             | 20                    | 20    |
| Indonesia              | 2011            | 2012        | 0             | 0             | 8                     | 8     |

→ : Indica que los helicópteros que había de esa versión han sido actualizados a una versión más moderna.
 Arabia Saudita

Países operadores del AH-64 Apache.
Países que tienen previsto adquirirlo.

- La Real Fuerza Aérea Saudí encargó 12 helicópteros AH-64A que fueron entregados en el año 1993.[4] En 2008 se estaba negociando la posible adquisición por parte de Arabia Saudí de 12 helicópteros AH-64D Apache Longbow Bloque II, con numeroso equipo y servicios asociados por valor de 598 millones de dólares.[50]

 Egipto
- La Fuerza Aérea Egipcia tiene 35 helicópteros AH-64D Apache remanufacturados. Egipto encargó 35 AH-64A Apache en 1995. A principios del año 2001 decidió actualizarlos a la versión AH-64D Apache, comenzando las entregas de los helicópteros remanufacturados por Boeing en 2003 y finalizando a finales del año 2006. El coste de las actualizaciones se estima en torno a los 400 millones de dólares estadounidenses.[51][52] Actualmente recibe 10 de los últimos AH-64D remanufacturados que ya habían sido adquiridos, los que habían sido suspendidos de entregarse debido a los eventos de la revolución egipcia del 2011, parte de los eventos dentro del marco de la Primavera Árabe.[53]

 Emiratos Árabes Unidos
- La Fuerza Aérea de los Emiratos Árabes Unidos recibió un total de 30 helicópteros AH-64A Apache en los años 1991 y 1994. En mayo de 2008 comenzaron las trabajos de un plan de refabricación y modernización de los 30 AH-64A para actualizarlos a la versión actual AH-64D Apache Longbow, estas actualizaciones están planificadas para que terminen en noviembre de 2009 con continuación de actividades de soporte hasta noviembre de 2010.[54]

 Estados Unidos
- El Ejército de los Estados Unidos ha ido actualizando su gran número de helicópteros de la versión AH-64A hasta la última versión AH-64D Longbow. Entre 1997 y 2006 el Ejército estadounidense recibió remanufacturados a la versión AH-64D Longbow un total de 501 helicópteros AH-64A en distintos pedidos, y a finales de 2006 contrató la actualización de 96 helicópteros más, aumentando el número de helicópteros AH-64D remanufacturados en el Ejército de Estados Unidos hasta los 597. Adicionalmente en varios pedidos, hasta el año 2007, encargó la fabricación de un total de 45 AH-64D Apache Longbow nuevos como reemplazo de las aeronaves dañadas en la guerra.[55][45][56]

 Grecia

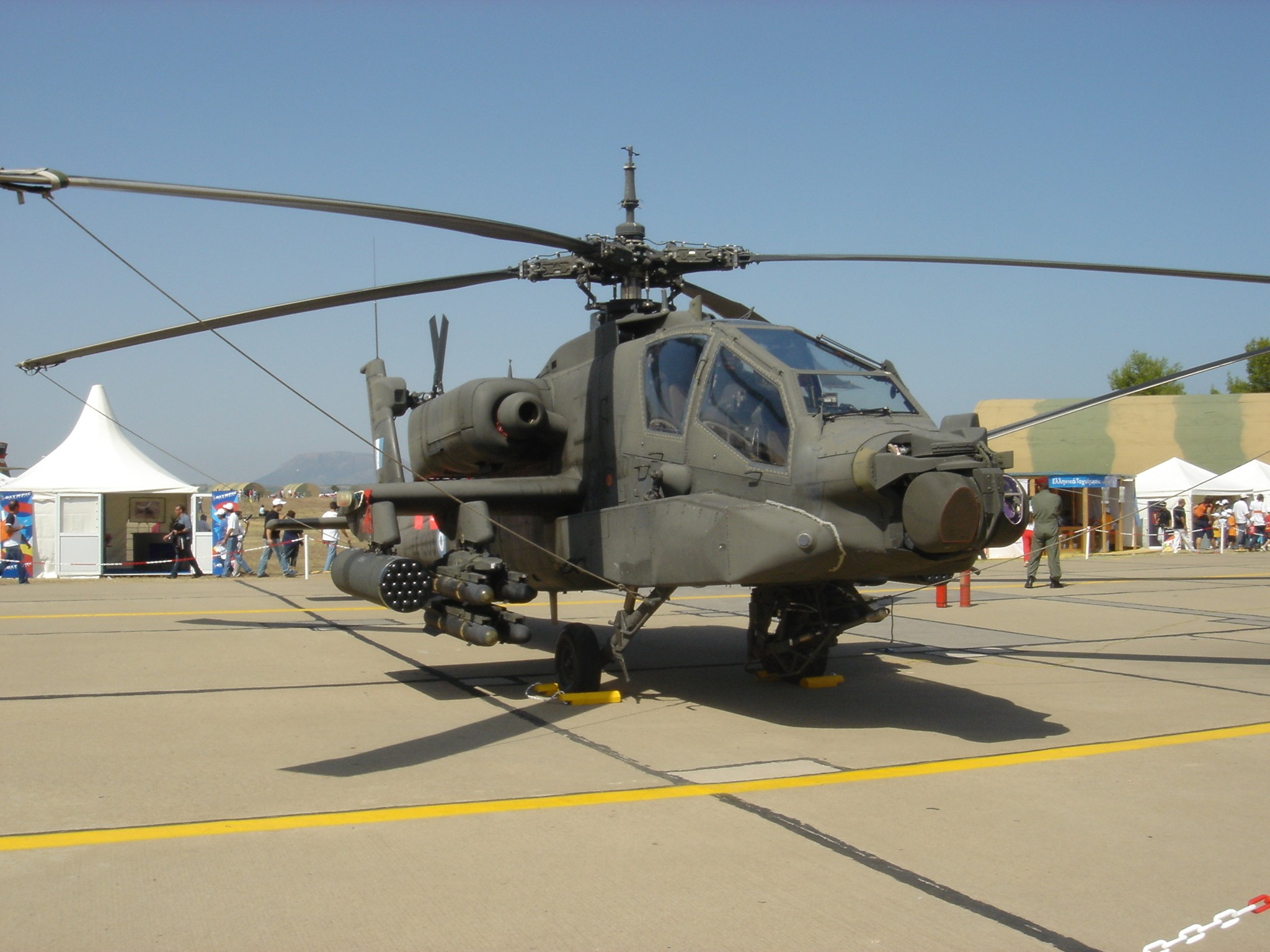
Un AH-64A+ Apache del Ejército Griego.

- El Ejército Griego en el año 1995 comenzó a recibir un lote de 20 helicópteros AH-64A Apache, que posteriormente han sido actualizados (AH-64A+). En septiembre de 2003, Grecia firmó un contrato para la adquisición de 12 helicópteros AH-64D Apache Longbow para complementar su flota de AH-64A+, por un coste total de 675 millones de dólares. El contrato incluía la adquisición del radar de control de tiro Longbow, la nueva mira de designación y adquisición de objetivos modernizada MTADS, equipo de soporte, servicios de adiestramiento, soporte de mantenimiento; con un coste por unidad para el AH-64D de 56,25 millones de dólares.[6][57] Las entregas de los AH-64D Longbow comenzaron en enero de 2007 y fueron completadas en ese mismo año.[58]

 Indonesia
- Indonesia adquirió en 2011 ocho AH-64 Longbow a Estados Unidos por 25 millones de dólares.[59]

 Israel

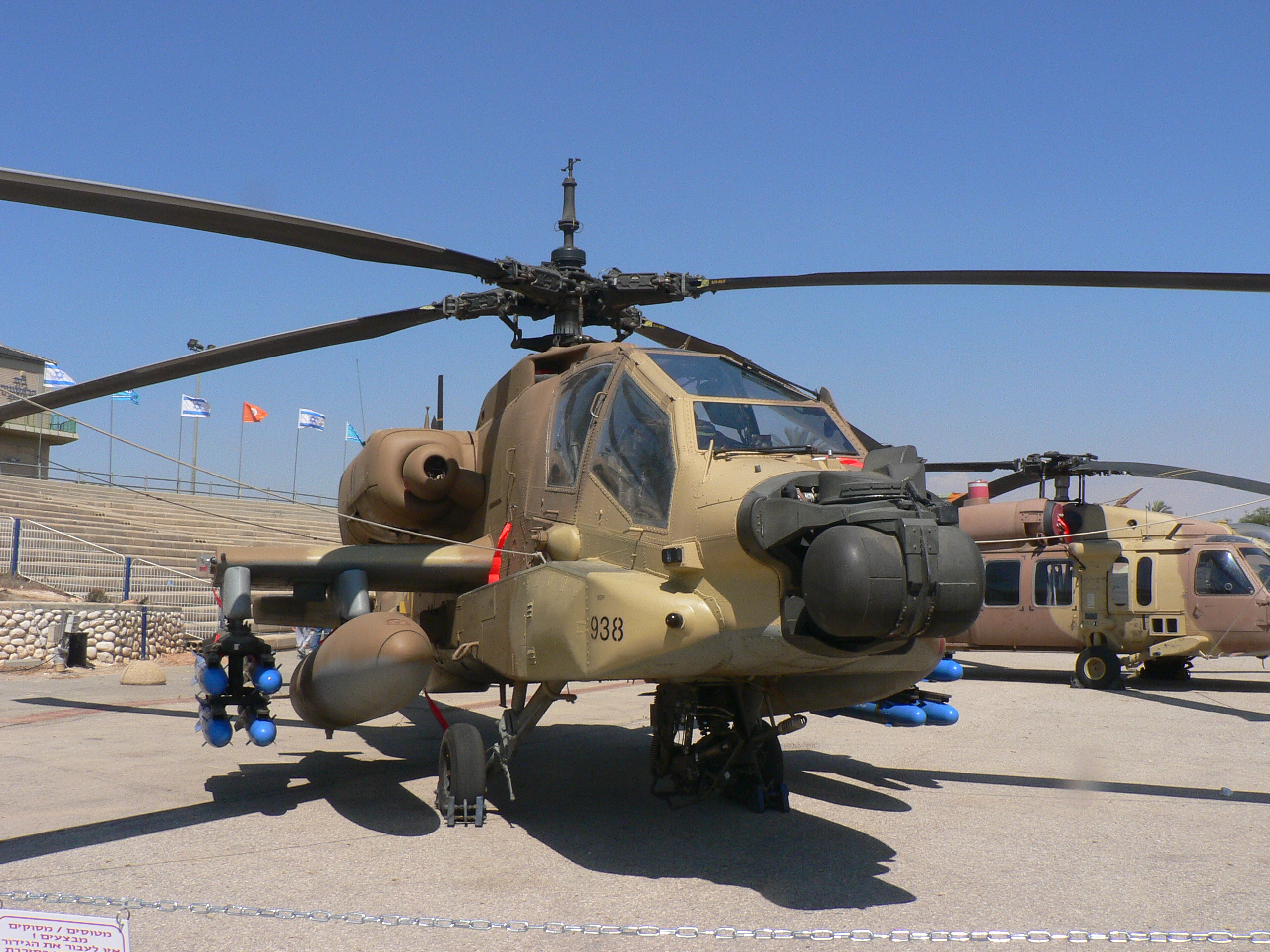
AH-64A "Peten" de la Fuerza Aérea Israelí con tanques de combustible externos.

- La Fuerza Aérea Israelí tenía operativos, a fecha de diciembre de 2006, 37 AH-64A y 11 AH-64D, formando un total de 48 helicópteros Apache, después de haber perdido 3 por accidente (2 "A" y 1 "D").[46] La Fuerza Aérea de Israel, que ha operado con helicópteros AH-64A Apache desde principios de los años 1990, anunció en octubre de 1999 su intención de modernizar su flota de helicópteros de ataque mediante la combinación de actualizaciones de sus AH-64A y adquisiciones de nuevos AH-64D Apache Longbow. La designación de la Fuerza Aérea Israelí para estas aeronaves es AH-64D-I Apache. En febrero de 2000, el gobierno de Israel firmó un acuerdo con el Departamento de Defensa de los Estados Unidos para remanufacturar 12 de los AH-64A israelíes a la configuración AH-64D.[60][61] El gobierno de Israel firmó un acuerdo el 31 de agosto de 2000 para permitir a Boeing modificar helicópteros AH-64D Apache Longbow para Israel mediante ventas comerciales directas, y a finales de ese mismo año, firmó el contrato con el Ejército de los Estados Unidos para entregar los Apache Longbow. Los detalles exactos de este acuerdo y el número total de Apache a entregar o actualizar no se ha anunciado.[62] En febrero de 2001, el gobierno de Israel firmó un acuerdo para adquirir nueve AH-64 Apache Longbow; una vez completadas las negociaciones de gobierno a gobierno, el Ejército de Estados Unidos contrató con Boeing los helicópteros y equipamiento israelíes. El coste del programa, incluyendo helicópteros, armamento, repuestos, adiestramiento y soporte fue cercano a los 500 millones de dólares.[63] El 11 de abril de 2005, Israel recibió los primeros tres helicópteros AH-64D Apache Longbow por parte del Departamento de Defensa de los Estados Unidos.[60]

 Japón

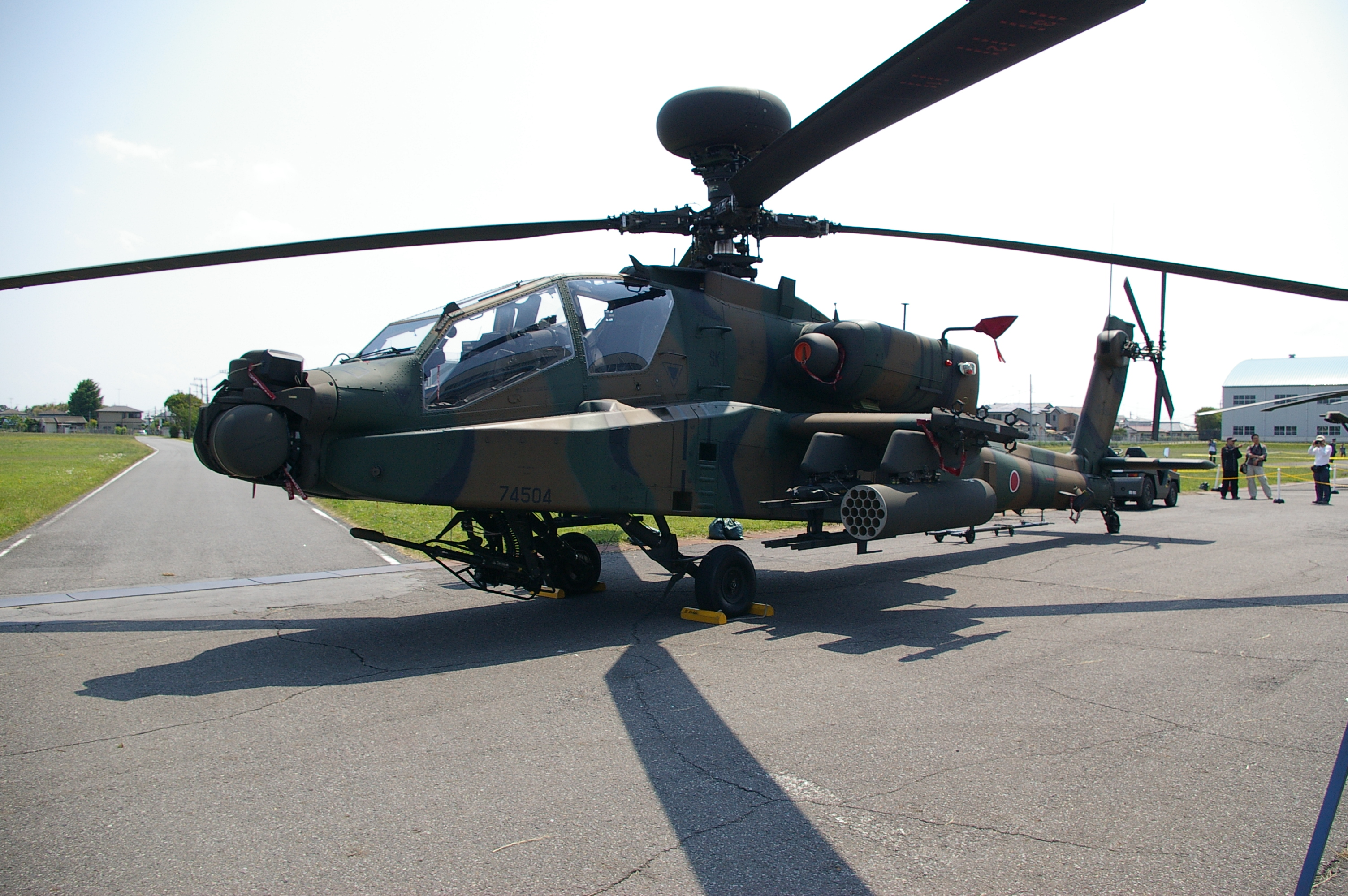
Un AH-64D Apache Longbow de la Fuerza Terrestre de Autodefensa de Japón.

- La Fuerza Terrestre de Autodefensa de Japón seleccionó el AH-64D Apache Longbow en agosto de 2001 para realizar una adquisición de 55 helicópteros de combate.[20] El modelo de Apache adquirido por Japón es designado AH-64DJP y está armado con misiles aire-aire AIM-92 Stinger, y fabricado en dicho país por Fuji Heavy Industries (FHI) bajo licencia de Boeing. Boeing entregó el primer AH-64D Apache Longbow a FHI en diciembre de 2005, para comenzar su producción en la fábricas de Utsunomiya.[64] Por su parte, FHI entregó el primer Apache a la Fuerza Terrestre de Autodefensa japonesa en marzo de 2006.[65]

 Kuwait
- La Fuerza Aérea de Kuwait ha adquirido 16 helicópteros AH-64D Apache Longbow. El gobierno de Kuwait firmó la compra de estos helicópteros en agosto de 2002.[66] El coste de los helicópteros es de 262,2 millones de dólares con soporte de adiestramiento incluido, mientras que el coste del programa completo, que incluye la adquisición del radar de control de tiro Longbow, el armamento (incluidos los misiles Hellfire), repuestos, y soporte de mantenimiento y servicios de adiestramiento; se estima en torno a los 900 millones de dólares.[67][68] Los 6 primeros AH-64D Apache Longbow entregados a la Fuerza Aérea de Kuwait entraron en servicio el 6 de marzo de 2007.[69]

 Países Bajos

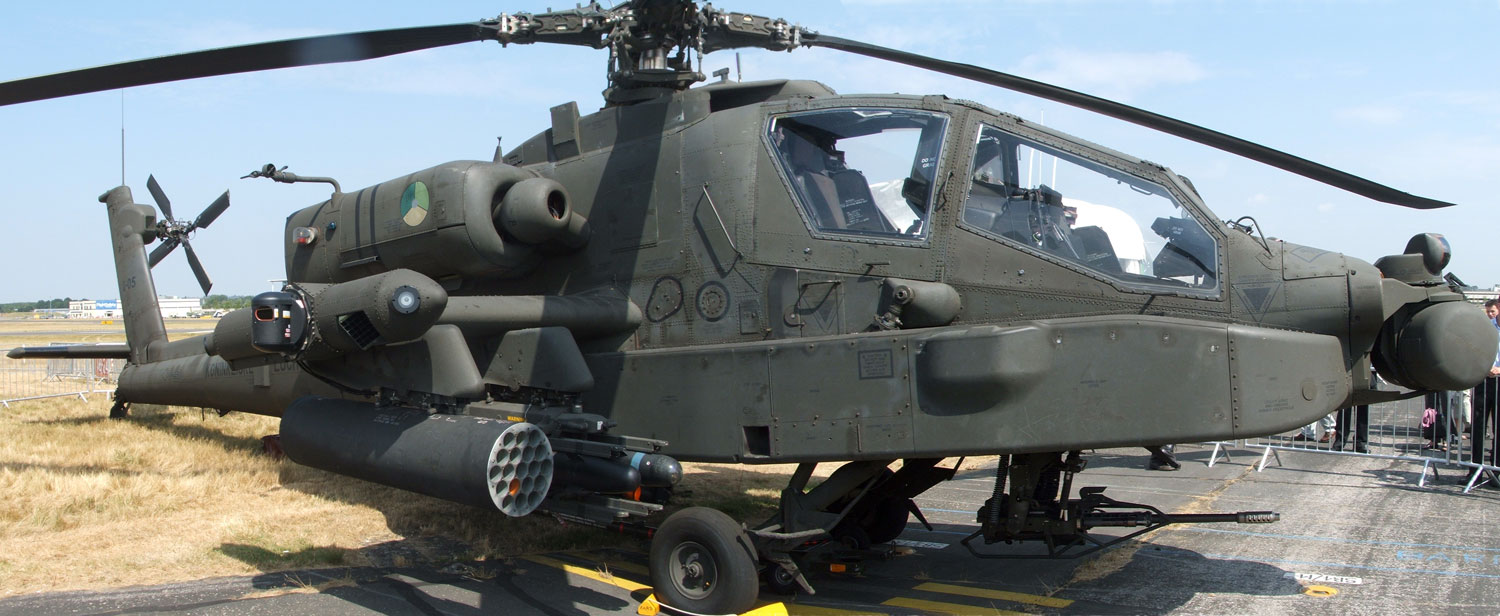
AH-64A Apache de la Real Fuerza Aérea de los Países Bajos en el Festival Aéreo de Farnborough 2006.

- La Real Fuerza Aérea de los Países Bajos tiene 30 helicópteros AH-64D Apache. En el año de 1995, los Países Bajos hicieron un pedido de 30 helicópteros de combate AH-64D Apache a McDonnell Douglas Helicopter Systems. Como el primero de ellos no sería entregado hasta abril de 1998, en 1996 la Real Fuerza Aérea neerlandesa recibió 12 helicópteros AH-64A Apache del Ejército de los Estados Unidos en régimen de alquiler, mientras esperaban los nuevos AH-64D que estaban en producción. Para poder volar los Apache, los pilotos holandeses recibieron adiestramiento en Fort Hood, Texas, durante 1996 para formar el primer escuadrón operacional en septiembre de 1997.[47][70] El 15 de mayo de 1998, la compañía Boeing entregó el primer helicóptero AH-64D Apache a la Real Fuerza Aérea de los Países Bajos. Con esta entrega, los Países Bajos se convirtió en el primer operador extranjero del modelo AH-64D.[71] En junio de 2002, la Real Fuerza Aérea de los Países Bajos recibió el último de los 30 helicópteros AH-64D Apache adquiridos, y su unidad de helicópteros de ataque Apache se hizo completamente operacional en el año 2003.[72]

 Reino Unido

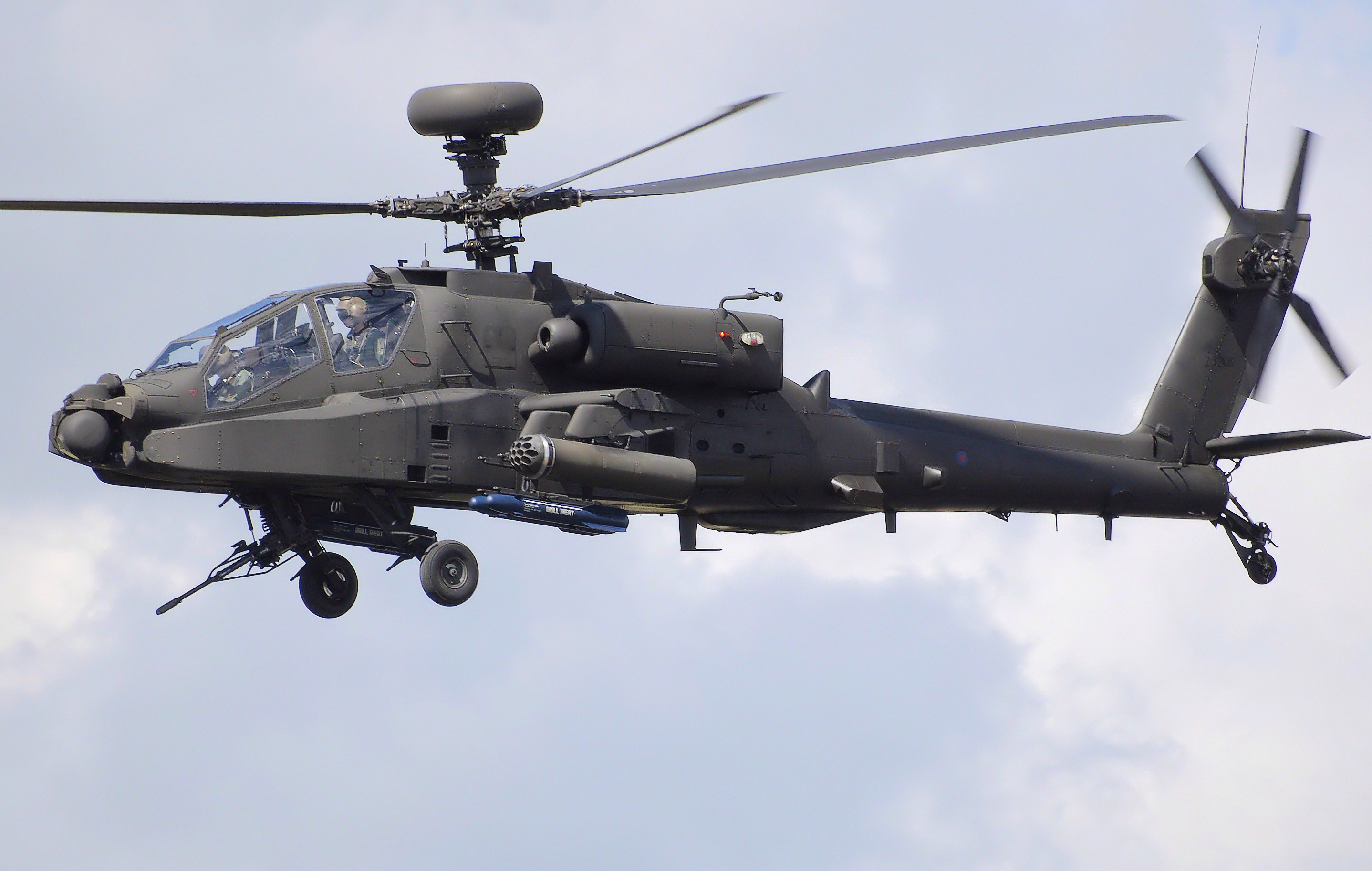
Un Westland WAH-64D Apache Longbow del Ejército Británico.

- El Ejército Británico tiene 67 helicópteros Westland WAH-64D Apache Longbow. El Ministerio de Defensa británico ha encargado la fabricación de 67 helicópteros WAH-64 Apache con radares de control de tiro Longbow y motores Rolls-Royce Turbomeca RTM 322; el contratista principal es GKN Westland Helicopters. Como subcontrata de GKN Westland, Boeing comenzó la fabricación de los primeros 8 helicópteros en abril de 1998, después hizo un ensamblado parcial de los 59 restantes, todo ello en la fábrica de Mesa, Arizona. El ensamblado final, los test de vuelo, las entregas y el soporte de los WAH-64 es el trabajo realizado por GKN Westland en la fábrica de Yeovil, Inglaterra.[73] Boeing finalizó el primer WAH-64D Apache Longbow de producción el 28 de agosto de 1998, este fue entregado a GKN Westland, y después de un extenso programa de pruebas y evaluación fue entregado al Ministerio de Defensa Británico en marzo del año 2000.[74][75] El último de los 67 WAH-64 fue entregado al Ejército Británico en julio de 2004.[76]

 República de China
- La República de China (Taiwán) encargó 30 helicópteros AH-64D Bloque III, motores GE T700-401D adicionales, armamento y sistemas relacionados para su Ejército mediante un contrato de 2500 millones de dólares en 2008.[77][78]

 Singapur
- La Fuerza Aérea de la República de Singapur ha adquirido 20 helicópteros AH-64D Apache Longbow en dos lotes. En marzo de 1999, el gobierno de Singapur acordó con el Ejército de los Estados Unidos la compra a Boeing de 8 helicópteros de ataque AH-64D Apache,[79] y posteriormente, en agosto de 2001, el gobierno de Singapur firmó con el Gobierno de los Estados Unidos la adquisición de 12 helicópteros AH-64D Apache Longbow adicionales a los ya encargados. Los términos de la operación no han sido desvelados.[80] El primero de los AH-64D Apache Longbow encargados para la Fuerza Aérea de Singapur fue entregado el 17 de mayo de 2002;[81] en ese mismo año se completaron las entregas de los ocho helicópteros encargados en el primer pedido, y las entregas de los doce del segundo lote comenzaron en enero de 2006.[82]

### Futuros
Australia
- Australia decidió en 2021 que la versión AH-64E de este aparato reemplace a los Eurocopter EC665 Tigre, habiendo adquirido un total de 29 unidades.[83]

 Corea del Sur
- En el año 2008, Corea del Sur estaba negociando la adquisición de un lote de 36 helicópteros AH-64D Bloque I de segunda mano de los que sacará el mercado Estados Unidos, con intención de actualizarlos a la configuración Bloque III. Estos helicópteros estarían destinados para reemplazar los antiguos AH-1 Cobra de Corea del Sur, mientras continúa con el desarrollo de su propio helicóptero de ataque basado en el Eurocopter Tigre bajo el programa KAH (Korean Attack Helicopter) en colaboración con Eurocopter.[84]

 India
- A mediados de 2008, India emitió una demanda de propuestas para la adquisición de 22 nuevos helicópteros de ataque para la Fuerza Aérea India que sustituirían a los Mil Mi-35 actuales. Los requerimientos de este concurso eran tener un helicóptero con doble motor, alta maniobrabilidad, capacidades antitanque y capacidad de llevar ametralladoras, cohetes y misiles aire-aire y aire-tierra. Además, el aparato debería ser todo tiempo y tener un sistema de autoprotección en guerra electrónica. Boeing presentó al AH-64D Apache Longbow a este concurso; otros aspirantes son Eurocopter con el Tigre y posiblemente AgustaWestland con el AW129 Mangusta, Bell con el AH-1Z SuperCobra, Kamov con el Ka-50 y Mil con el Mi-28. La industria aeronáutica india puede ofrecer el HAL LCH, pero aún está en desarrollo.[85]

 Pakistán
- Estaba previsto que Pakistán recibiera un lote de seis helicópteros AH-64 Apache Longbow como parte de un plan de ayuda de los Estados Unidos anunciado el 7 de noviembre de 2001. La ayuda está valorada en 73 millones de dólares y es destinada a fortalecer las fronteras con Afganistán en la lucha antiterrorista.[86]

 Polonia
- Polonia pretende adquirir 24 aparatos como parte de sus esfuerzos por renovar su parque aéreo militar, en una transacción estimada entre los 1000 y 1300 millones de dólares, con equipos de procedencia OTAN.[87]

## Hitos en su historia
1972
- Agosto: Se anuncia el programa AAH (Helicóptero de Ataque Avanzado).
- Noviembre: Se emite el requerimiento de propuestas a la industria.[5]

1975
- 30 de septiembre: Primer vuelo del prototipo YAH-64A de Hughes.
- 1 de octubre: Primer vuelo del prototipo YAH-63A de Bell.

1976
- Mayo: Comienzan las competiciones de vuelo entre los prototipos de Bell y Hughes.
- Diciembre: El Hughes YAH-64A es seleccionado como diseño ganador.

1979
- A finales de este año, comienzan las pruebas iniciales de disparo del misil AGM-114 Hellfire.

1980
- Abril: se elige el TADS/PNVS de Martin Marietta para la producción del AH-64.[5]

1981
- El Ejército de los Estados Unidos recibe tres helicópteros AH-64 de preproducción para realizar el 2.º test operacional.
- A finales de este año, el AH-64 recibe el nombre de Apache.

1982
- Abril: Se autoriza el inicio de la producción a gran escala.

1984
- Enero: Hughes Helicopters es adquirida por McDonnell Douglas.[15]
- 2 de enero: Comienzan las entregas de los 11 primeros AH-64A al Ejército de los Estados Unidos.

1990
- En este año Israel consigue sus primeros AH-64A.[60]

1991
- En este año Emiratos Árabes Unidos recibe sus primeros AH-64A.[54]

1992
- Abril: Primer vuelo del prototipo inicial del modelo AH-64D.

1993
- Abril: Comienza la entrega a Arabia Saudita de los 12 AH-64A encargados.[4]

1995
- En este año entra el AH-64A Apache en servicio con el Ejército Griego.
- En este año los Países Bajos realizan un pedido de 30 AH-64D Apache.[72]
- En este año Egipto encarga 35 helicópteros AH-64A.

1996
- En este año la Real Fuerza Aérea neerlandesa recibe 12 helicópteros AH-64A estadounidenses en régimen de alquiler mientras producen sus AH-64D.[47]

1997
- Marzo: McDonnell Douglas entrega del primer AH-64D Apache Longbow al Ejército de los Estados Unidos.[88]
- 1 de agosto: McDonnell Douglas se fusiona con Boeing.

1998
- Abril: Boeing comienza la fabricación de los primeros WAH-64 Apache británicos.[73]
- 15 de mayo: Boeing entrega el primer helicóptero AH-64D Apache a la Real Fuerza Aérea de los Países Bajos.[71]
- 28 de agosto: Boeing traspasa el primer WAH-64 británico a Westland.[74]

1999
- Marzo: Singapur realiza un primer pedido de ocho helicópteros AH-64D.[79]
- 27 de abril: Un Apache estadounidense se estrella en Albania durante unos entrenamientos. Restos del Apache estadounidense estrellado en Albania durante unos entrenamientos, abril de 1999.

2000

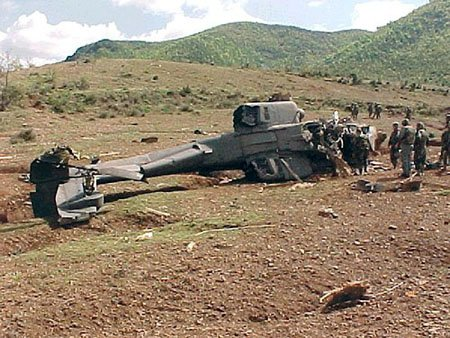
Restos del Apache estadounidense estrellado en Albania durante unos entrenamientos, abril de 1999.

- Febrero: El gobierno de Israel firma un acuerdo con el Departamento de Defensa de los Estados Unidos para remanufacturar 12 de los AH-64A israelíes a la configuración AH-64D.[61]
- Marzo: Westland entrega del primer WAH-64 Apache al Ministerio de Defensa británico.[75]

2001
- A principios de este año Egipto decide actualizar sus AH-64A a la versión AH-64D.[51]
- Febrero: El gobierno de Israel firma un acuerdo para adquirir 9 AH-64 Apache Longbow.[63]
- Agosto: La Fuerza Terrestre de Autodefensa de Japón selecciona el AH-64D Apache Longbow para su adquisición.[20]
- Agosto: Singapur hace un segundo pedido de 12 helicópteros AH-64D Apache Longbow.[80]

2002
- 17 de mayo: La Fuerza Aérea de la República de Singapur recibe el primer AH-64D Apache Longbow del primer lote.[81]
- Junio: La Real Fuerza Aérea de los Países Bajos recibe el último de los 30 helicópteros AH-64D Apache encargados.[72]
- Agosto: El gobierno de Kuwait firma la compra de 16 AH-64D Apache Longbow.[66]

2003

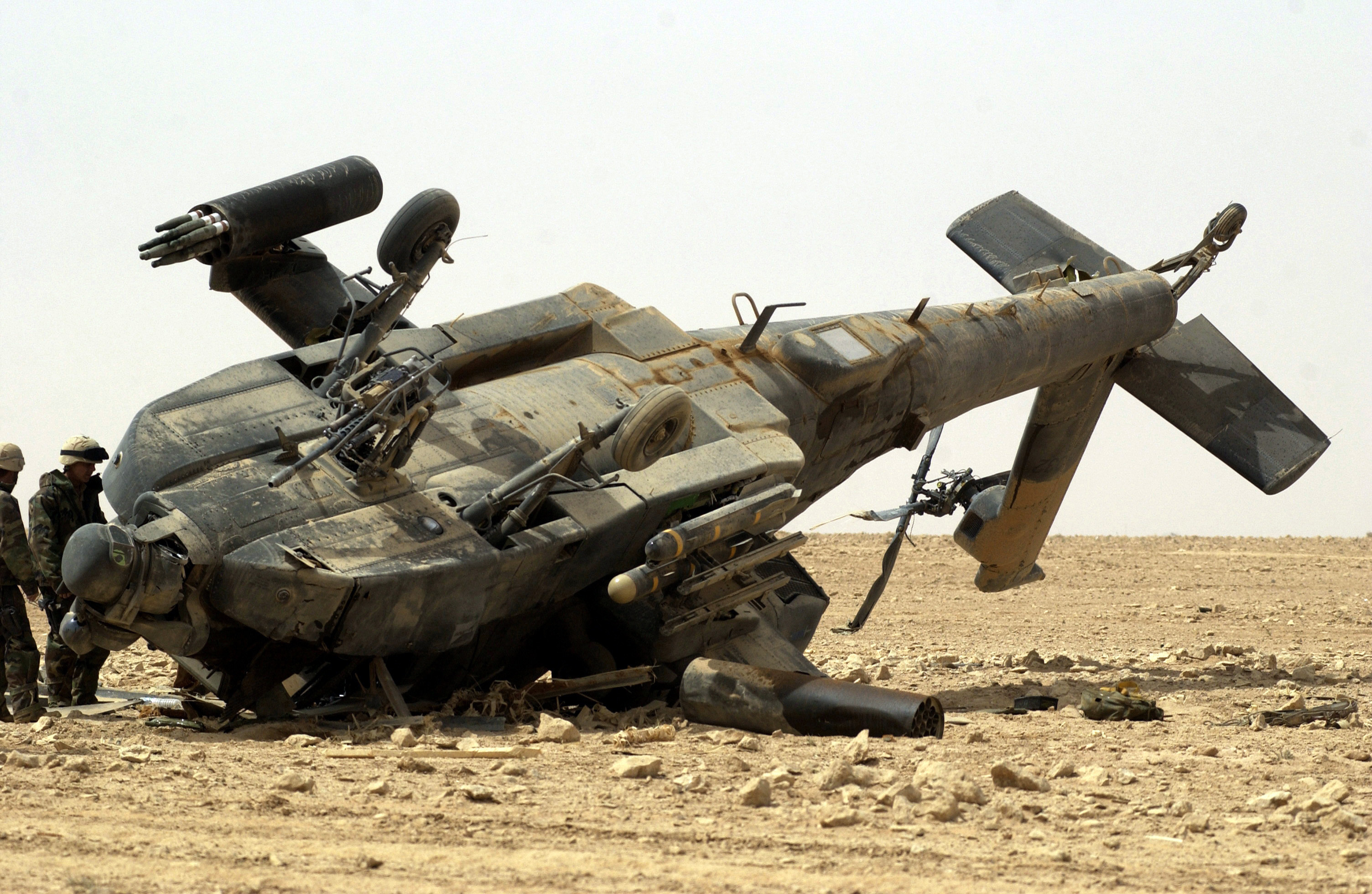
Un AH-64 estrellado en Irak, 20 de noviembre de 2003.

- Febrero: Entrega del primer AH-64D actualizado al Bloque II al Ejército de los Estados Unidos.
- 20 de junio: Boeing entrega el Apache Longbow número 300 al Ejército de los Estados Unidos.[89]
- Septiembre: Grecia firma un contrato para la adquisición de 12 AH-64D Longbow.[6]
- En este año Egipto recibe sus primeros AH-64D remanufacturados.[51]

2004

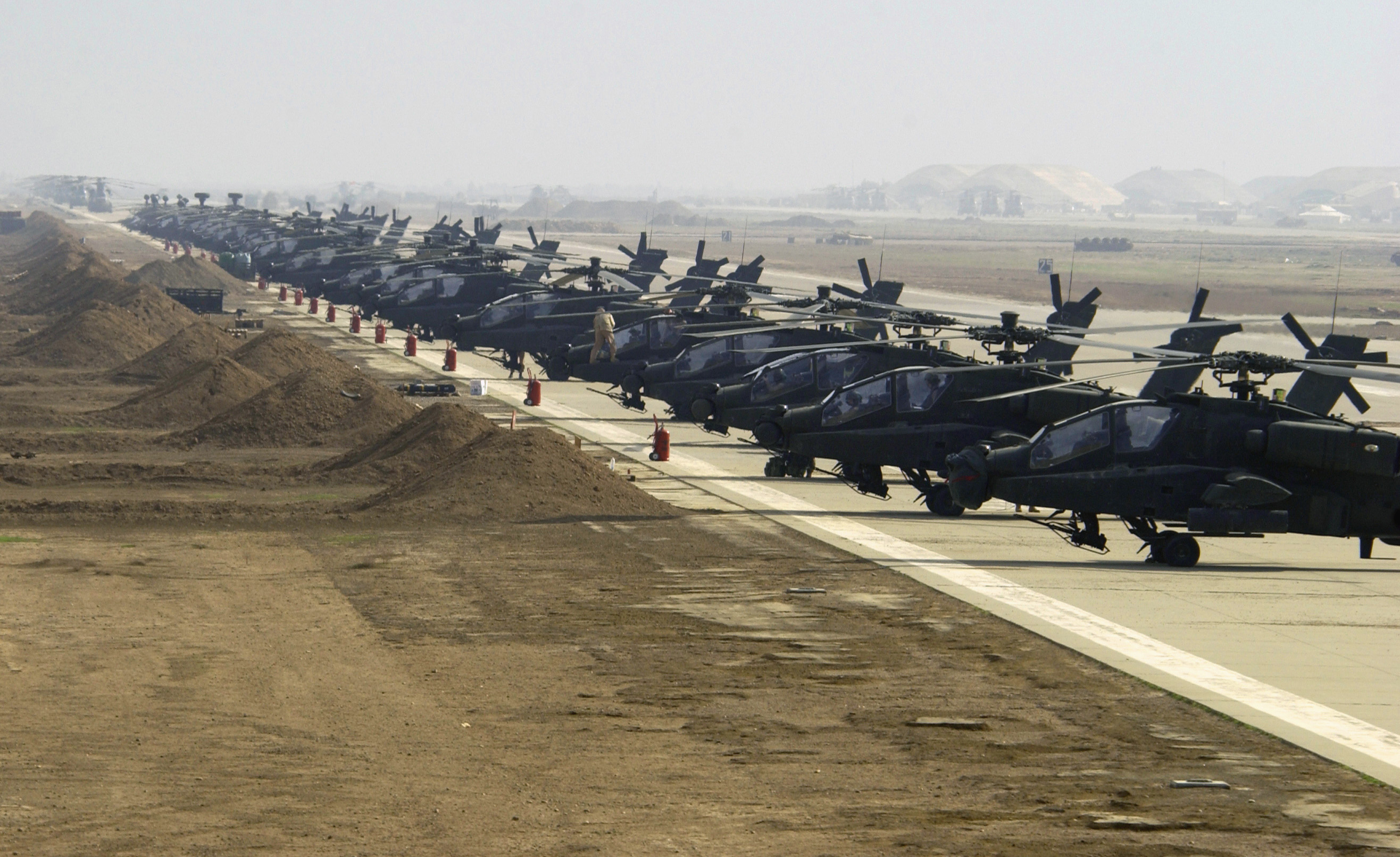
Helicópteros Apache desplegados por los Estados Unidos en la base aérea de Al Asad en Irak, enero de 2004.

- Julio: AgustaWestland entrega al Ejército Británico el último de los 67 WAH-64 Apache.[76]
- 26 de agosto: Boeing entrega el Apache Longbow número 500 al Ejército de los Estados Unidos.[90]

2005
- 11 de abril: Israel recibe los 3 primeros AH-64D Apache Longbow por parte del Departamento de Defensa de los Estados Unidos.[60]
- Junio: Se concede el contrato a Boeing para el desarrollo de las actualizaciones del AH-64D al Bloque III.[41]
- 20 de diciembre: Boeing entrega el primer helicóptero AH-64D a Japón.[64]

2006
- Enero: La Fuerza Aérea de la República de Singapur recibe el primer AH-64D Apache Longbow del segundo lote.[82]
- 15 de marzo: Fuji Heavy Industries entrega el primer AH-64D Apache Longbow construido bajo licencia en a la Fuerza Terrestre de Autodefensa de Japón.[65]
- A finales de este año, Egipto completa las entregas de los AH-64D.[52]

2007
- Enero: Comienzan las entregas de los AH-64D Longbow a Grecia.[58]
- 6 de marzo: Entran en servicio los 6 primeros AH-64D Apache Longbow en Kuwait.[69]
- 27 de junio: Primer vuelo del prototipo AH-64D Bloque III.[41]

2008
- Mayo: Emiratos Árabes Unidos comienza un plan de refabricación y modernización de sus AH-64A.[54]

## Especificaciones (AH-64A)
Referencia datos: Jane's Air Forces.

### Características generales
- Tripulación: 2 (piloto y copiloto/artillero)
- Longitud: 

  - Total: 17,73 m (incluyendo rotores)
  - Fuselaje: 15,06 m
- Diámetro rotor principal: 14,63 m
- Envergadura: 5,23 m
- Altura: 3,87 m
- Área circular: 168,11 m²
- Peso vacío: 5165 kg
- Peso cargado: 8000 kg
- Peso máximo al despegue: 9500 kg
- Planta motriz: 2× turboejes General Electric T700-GE-701.
  - Potencia: 1260 kW (1690 HP; 1713 CV) cada uno.

  - Posteriormente actualizados a la versión 701C de 1409 kW (1890 HP) cada uno.
- Hélices: rotor principal con 4 palas, rotor de cola con 4 palas no ortogonales.[19]Helicóptero Apache con su armamento.

### Rendimiento
- Velocidad nunca excedida (Vne): 365 km/h (227 MPH; 197 kt)
- Velocidad máxima operativa (Vno): 293 km/h (182 MPH; 158 kt)
- Velocidad crucero (Vc): 265 km/h (165 MPH; 143 kt)
- Alcance en combate: 480 km
- Alcance en ferry: 1900 km
- Techo de vuelo: 6401 m (21 000 ft)
- Régimen de ascenso: 12,7 m/s (2500 ft/min)
- Carga del rotor: 47,90 kg/m²
- Potencia/peso: 310 W/kg

### Armamento
- Cañones: 1× cañón de cadena M230 de 30 mm, con 1200 proyectiles, en una torreta bajo el fuselaje
- Puntos de anclaje: 4 pilones subalares para cargar una combinación de:   
  - Cohetes: Hydra 70 de 70 mm (máximo 76)
  - Misiles: AGM-114 Hellfire (máximo 16), con posibilidad de añadir 4× AIM-92 Stinger o 2× AIM-9 Sidewinder en dos puntos de anclaje adicionales
  - Otros: depósitos de combustible externos de 871 litros (230 galones)

### Aviónica
- Equipo de sensores y sistemas de apuntamiento combinados TADS/PNVS (sistema de adquisición y designación del objetivo / sensor de visión nocturna del piloto)
- Contramedidas:
  - Receptor de alerta radar AN/APR-39A(V) suministrado por Northrop Grumman y Lockheed Martin.
  - Sistema de adquisición de objetivos con soporte electrónico a las interferencias de frecuencia de radar Lockheed Martin AN/APR-48A.
  - Equipo de contramedidas por infrarrojos BAE Systems IEWS AN/ALQ-144.
  - Receptor de alerta láser Goodrich AN/AVR-2.
  - Interferidor de radar ITT AN/ALQ-136(V).
  - Dispensadores de señuelos (bengalas y chaff).

## Aeronaves relacionadas

### Desarrollos relacionados
- Westland WAH-64 Apache

### Aeronaves similares
- CAIC WZ-10

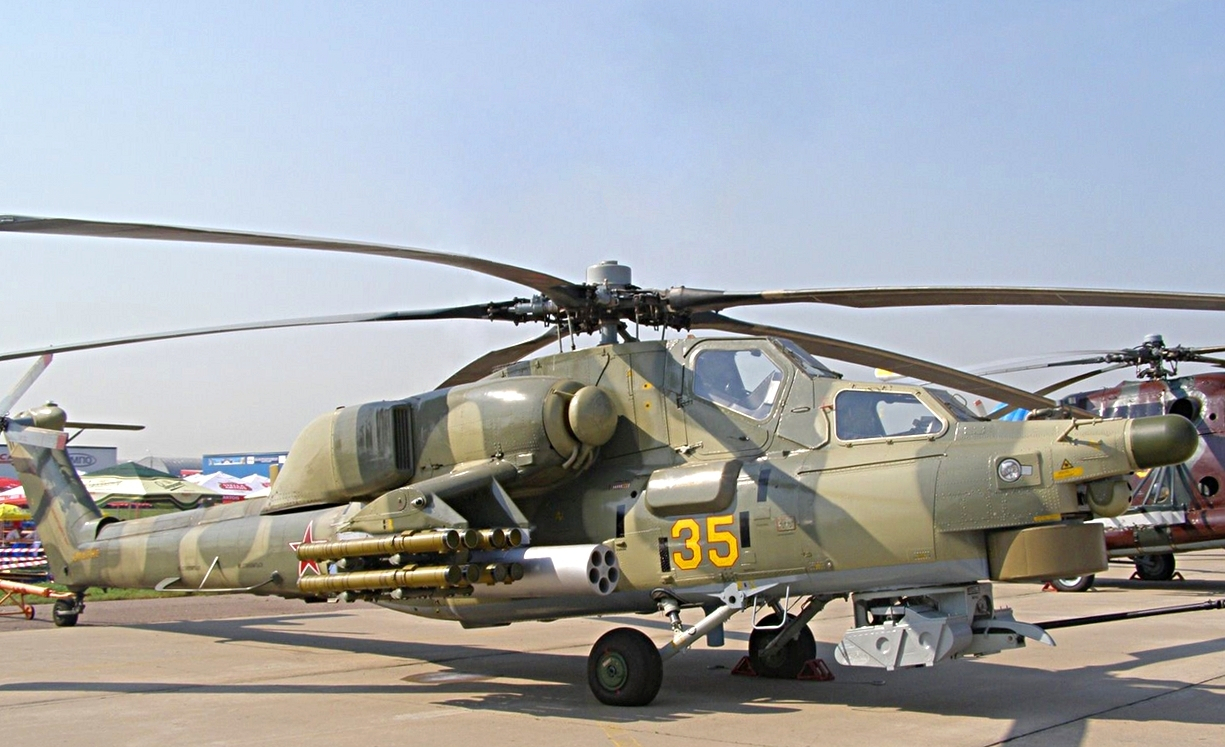
El Mil Mi-28 Havoc, el equivalente soviético al Apache a finales de la Guerra Fría.

- KAH Korea Attack Helicopter
- Bell AH-1 SuperCobra
- Bell AH-1Z Viper
- HAL Light Combat Helicopter
- Kawasaki OH-1 Ninja
- AgustaWestland AW129 Mangusta
- Denel AH-2 Rooivalk
- Eurocopter EC 665 Tigre
- / Kamov Ka-50 Black Shark/Kamov Ka-52 Alligator
- / Mil Mi-28 Havoc
- / Mil Mi-24 Hind

### Secuencias de designación
- Secuencia _H-_ (Helicópteros estadounidenses, 1962-presente): ← YUH-61 - XCH-62 - YAH-63 - AH-64 - HH-65 - RAH-66 - TH-67 →